# Geschichte des Fahrrads

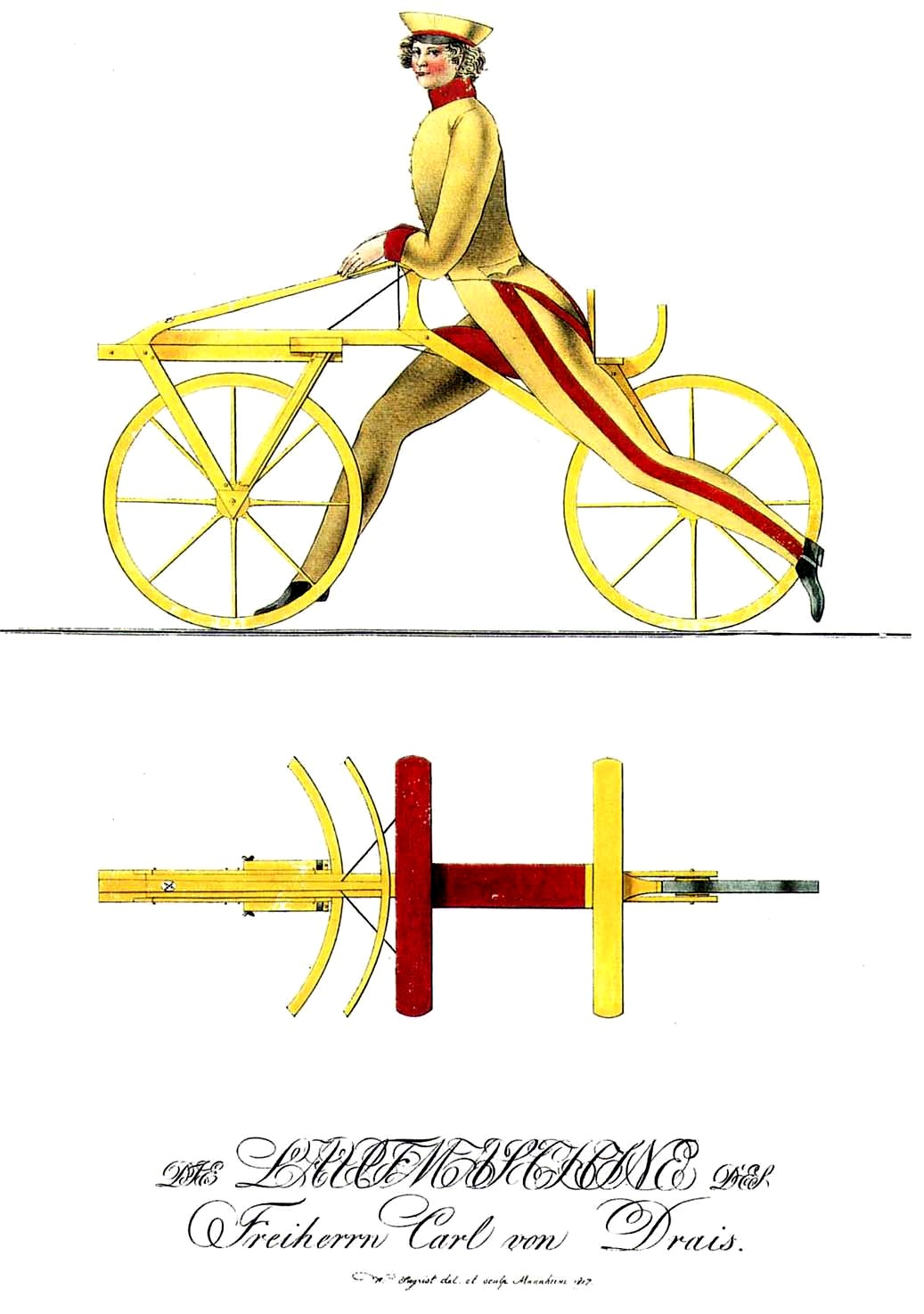
Maß-Laufmaschine oder Draisine, von Drais 1817 veröffentlichte Zeichnung

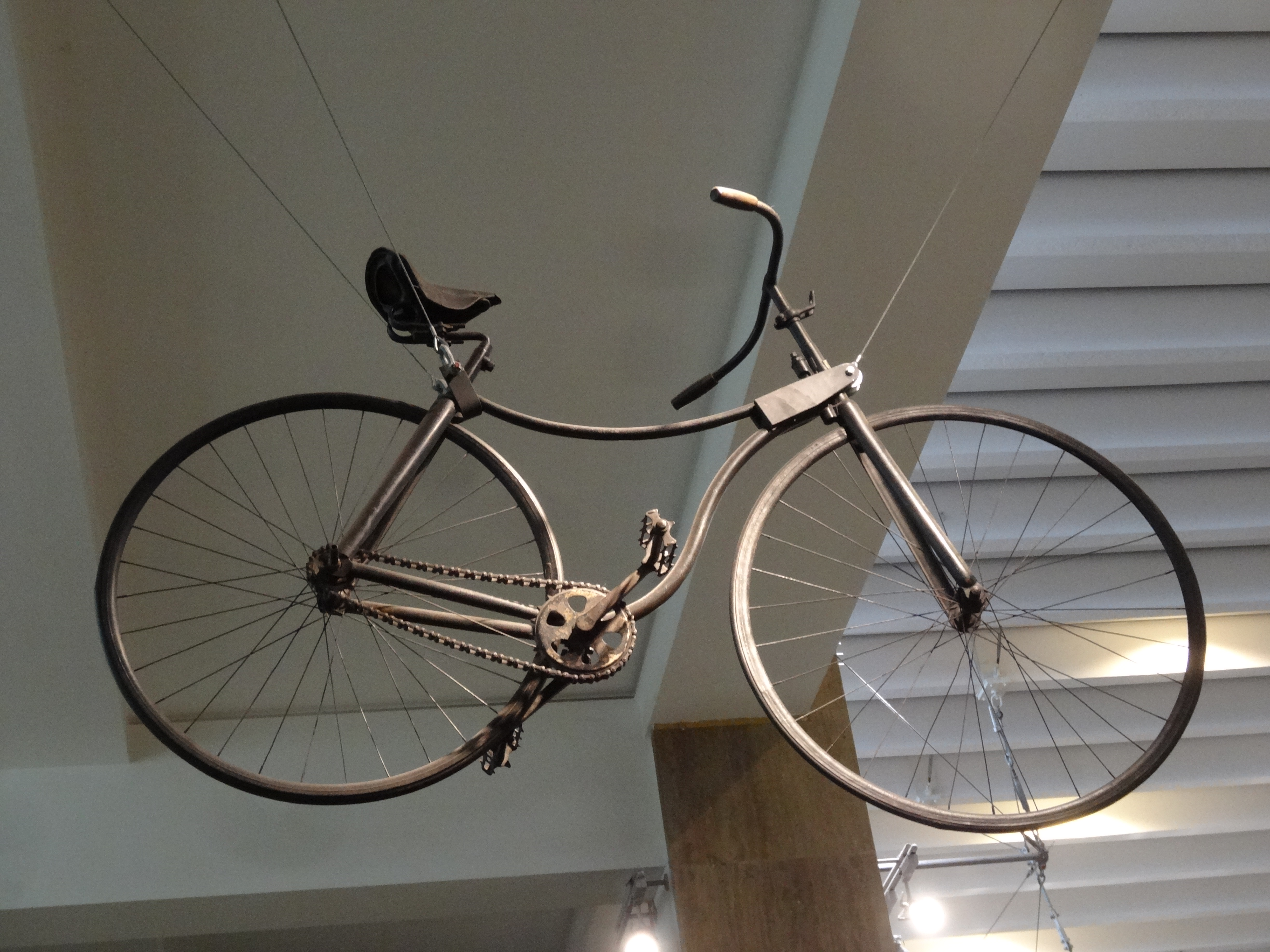
Sicherheitsniederrad Rover III (1886)

Als Beginn der Geschichte des Fahrrads kann das Jahr 1817 angenommen werden, in welchem der badische Forstbeamte Karl von Drais seine Laufmaschine vorstellte. Drais’ Verdienst war, das Zweiradprinzip – Grundlage von Fahrrad und Motorrad – erfunden zu haben. Die wichtigsten Schritte in der Weiterentwicklung zum heutigen Fahrrad waren
- das Zufügen des Tretkurbelantriebs durch den Franzosen Pierre Michaux 1861/63
- die Gestaltung als Sicherheitsniederrad durch den Engländer John Kemp Starley 1885 und
- die Erfindung des Luftreifens durch John Boyd Dunlop 1888.

Das vom Tretkurbelantrieb angeregte und zwei Jahrzehnte mehrheitlich als Sportgerät benutzte Hochrad wurde schließlich vom für allgemeine Zwecke verwendbaren Sicherheitsniederrad abgelöst. Letzteres wurde zum heute gebrauchten Standard-Fahrrad. Es besitzt einen rautenförmigen Rahmen (Diamantrahmen) und zwei gleich große Räder und wird von zwischen den Rädern angeordneten Pedalen aus über eine Kette am Hinterrad angetrieben.

„Es ist eine eigenartige Tatsache in der Geschichte des Fahrrades, daß fast alle Verbesserungen zwei- ja zuweilen dreimal erfunden werden mußten, bevor sie allgemein verwendet wurden.“

## Etymologie
In den 1880er Jahren waren noch die aus der französischen bzw. englischen Sprache übernommenen Bezeichnungen „Velociped“ oder „Bicycle“ bzw. „Tricyle“ üblich. Es gab nach der deutschen Reichsgründung jedoch große Bestrebungen zur Verdeutschung von Fremdwörtern. Hermann Dungers Vorschlag „Reitrad“ von 1882 konnte sich nicht durchsetzen. Der Zusammenschluss der verschiedenen „Velociped“- und seit 1884 erstmals auch „Radler“-Clubs nannte sich nach Namensdiskussionen bei seiner Gründung 1884 Deutscher Radfahrer-Bund und führte 1885 die Bezeichnung „Fahrrad“ ein. Otto Sarrazin übernahm das Wort in seinem auch bei den Behörden einflussreichen Verdeutschungs-Wörterbuch von 1886. Im Jahr 1900 wurde „Fahrrad“ erstmals in den Duden aufgenommen. In der Schweiz wird das Fahrrad auch heute noch Velo genannt.
Vorher in Deutschland benutzte Namen waren:
- 1817: Laufmaschine oder Draisine (französisch vélocipède/Draisienne; englisch velocipede/Draisine)[7][8] Die Bezeichnung blieb in der vierrädrigen Eisenbahn-Draisine erhalten.
- 1860er Jahre: Velociped (frz. vélocipède)[9]
- 1880er Jahre: Hohes Sicherheitszweirad, (u. a. Kangaroo, Star-Bicycle).[10]
- 1890er Jahre: Niederes Sicherheitszweirad.[11]

Im englischen Sprachraum waren:
- 1817–1820: Hobby-horse
- 1868–1872: Boneshaker oder velocipede
- 1870–1892: Ordinary oder Penny-farthing für Hochrad
- Seit 1884: Safety

gebräuchlich.

## Vorgeschichte

Elie-Richard-Reisewagen (1690)

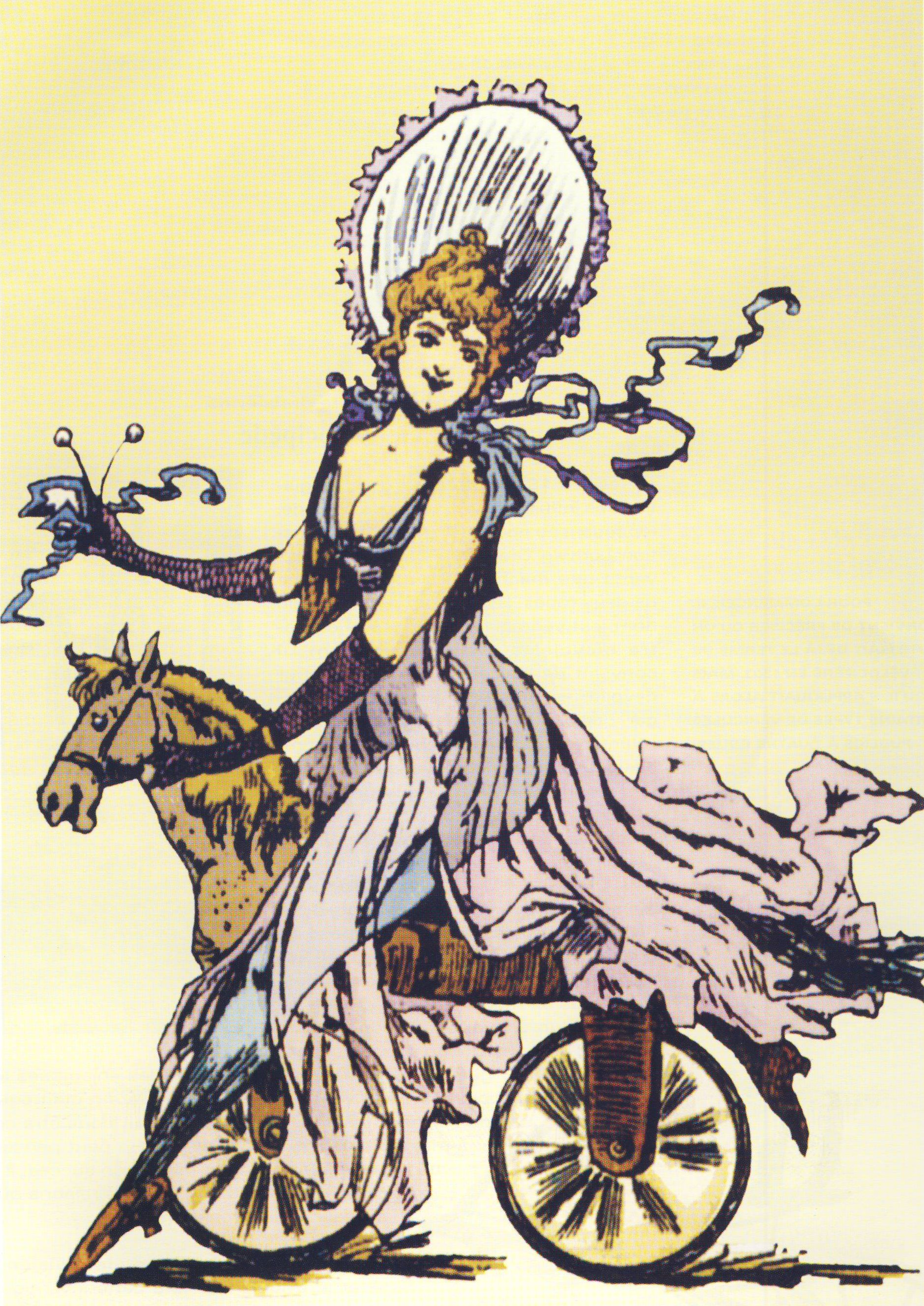
Bühnenrequisit „Célérifère“ (1804)

### Muskelkraftwagen
Muskelkraftwagen, u. a. Helepolen, sind schon aus der Antike bekannt. Um 1420 zeichnete Giovanni Fontana einen vierrädrigen Wagen, der durch Seilzug- und Trommelmechanismus angetrieben wurde. 1649 fertigte Hans Hautsch für Karl X. Gustav einen mechanisch angetriebenen Wagen, ein zweites Exemplar für Friedrich III. 1655 entwickelte Stephan Farfler einen kleinen Wagen mit Handkurbelantrieb. 1690 konstruierte Elie Richard aus La Rochelle einen Reisewagen mit Tretkurbelantrieb. In den 1840er Jahren stellte Willard Sawyer ein Quadricycle mit Tretkurbel her, Anfang der 1880er Jahre waren Dicycles kurze Zeit populär.

### Nicht-lenkbare Laufmaschinen
- Auf dem Obelisk von Luxor aus dem 13. Jahrhundert v. Chr. ist ein Mann abgebildet, der auf einem Tragbalken sitzt, der mit zwei hintereinander laufenden Rädern verbunden ist.[16]
- 640 – Rabi ibn Zijad erhielt den Beinamen „der Maschinenreiter“, weil er einen kleinen Wagen erfunden hatte, auf dem man fahren konnte, als ob man auf einem Kamel säße.[17][18]
- Erste Hälfte/Mitte des 18. Jahrhunderts existierten die „Nürnberger Laufmaschinen“, die sich bis Ende der 1890er Jahre im Germanischen Nationalmuseum in Nürnberg befunden und aus „zwei plump gearbeiteten hintereinander stehenden und durch einen Rücken verbundenen hölzernen Rädern“ bestanden haben sollen.[19][20]
- 1804 – Nachdem der Fuhrunternehmer Sievrac die Schnellkutsche „Célérifère“ erfand, wurde im März 1804 eine Operette aufgeführt. Ungelenkte Bühnenrequisiten mit Pferdekopf dienten dazu, den Konkurrenzkampf von Kutschenunternehmern darzustellen.

### Angeblich vor 1817 datierte Zweiräder
Die folgende Liste enthält Irrtümer, Fälschungen oder ungesicherte Hinweise auf frühere Zweiräder.
- 1492 – Das Leonardo-Fahrrad im Codex Atlanticus ist eine nach 1961 auf dem Blatt 133 des Codex vorgenommene Fälschung.[21][22]
- 1642 – Das Kirchenfenster der St Giles Church in Stoke Poges (Buckinghamshire) aus der Zeit Oliver Cromwells zeigte einen Cherubin auf einem Zweirad;  das Fenster wurde während des Krieges zerstört und das heutige, restaurierte Fenster zeigt ein Einrad.[23][24]
- 1760 – Eine in Braunsbedra gefundene Laufmaschine mit Parallelogrammlenkung, die dem örtlichen Wagner Michael Caßler (1733–1772) zugeschrieben wurde, ist jüngeren Datums und stammt wohl vom Leipziger Mechaniker Hoffmann 1817.[25][26]
- 1779 – Jean-Pierre Blanchard und Mefurier stellten Ludwig XVI. in Versailles eine Art Tandem vor. Die Fahrer saßen hintereinander, „dem vorderen fiel hauptsächlich die Steuerung, dem hinteren hauptsächlich die Erzeugung der Triebkraft zu.“[27]
- 1801 – Das Fahrrad des Russen Jefim Artamonow aus Jekaterinburg, der damit vom Ural bis nach Moskau gefahren sein soll, wies Merkmale der Michaulinen auf.[28]

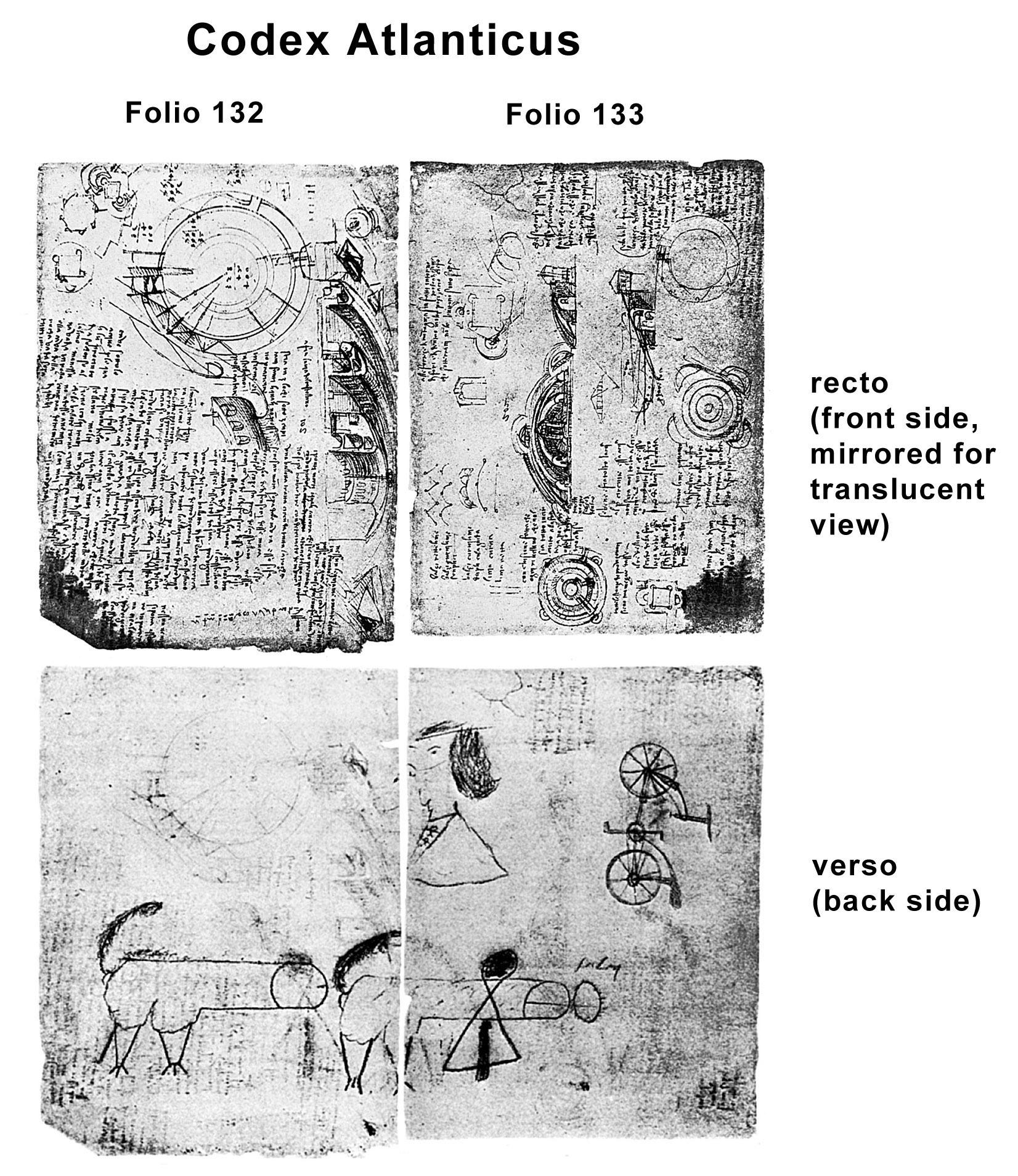
Leonardo-Fahrrad (Angeblich)
St Giles Church (1642 erbaut) in Stoke Poges (Zeichnung aus Herbert Duncan: The World on Wheels (1926))   (Angeblich)

## Drais’ Laufmaschine (1817)

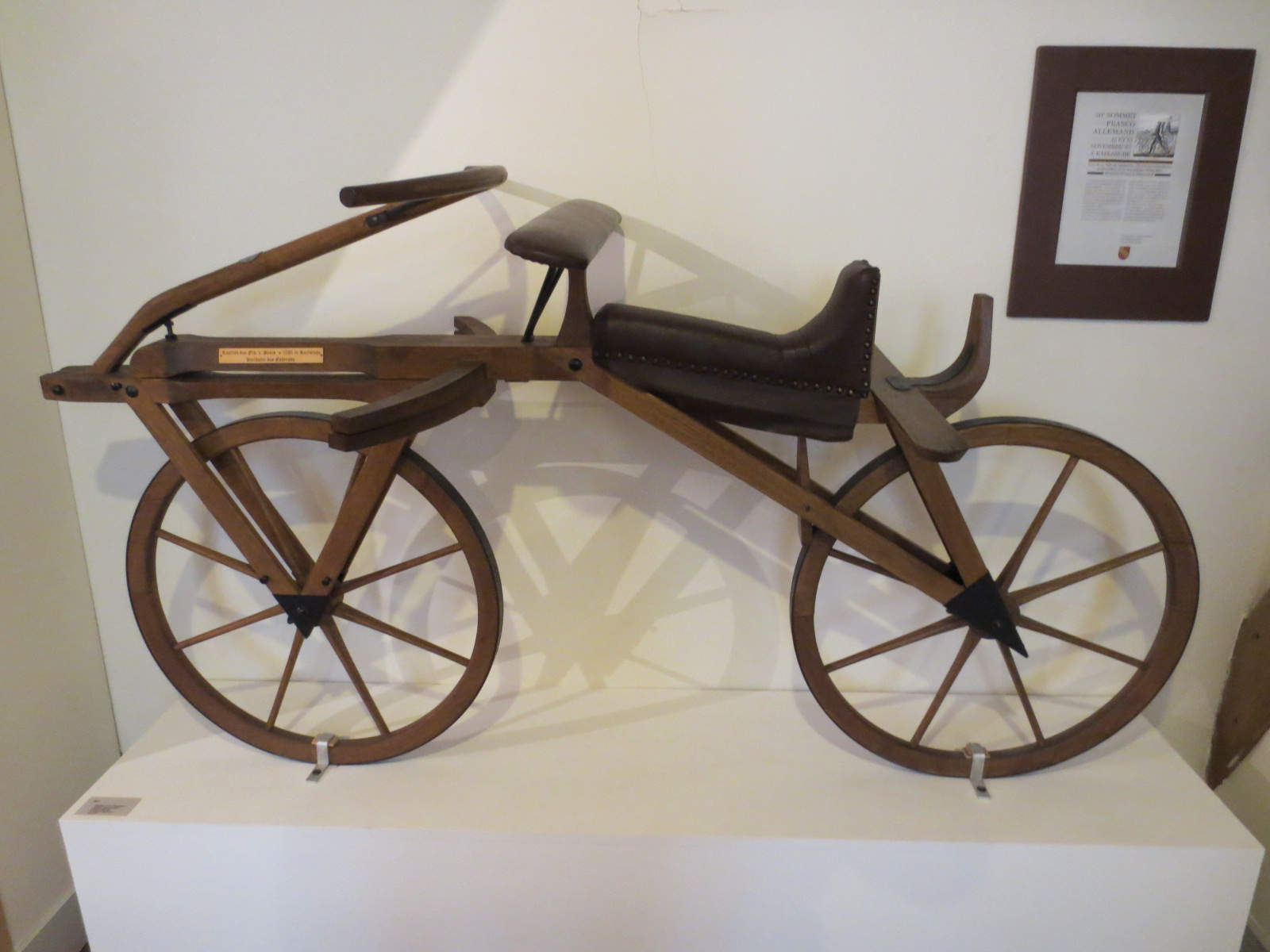
Drais’ Maß-Laufmaschine (moderner Nachbau)

Am 12. Juni 1817 fuhr Karl von Drais erstmals mit seiner von ihm entwickelten zweirädrigen Laufmaschine von Mannheim zum Schwetzinger Relaishaus (liegt heute im Mannheimer Stadtteil Rheinau) und zurück und erreichte dabei eine Geschwindigkeit von 13 bis 15 km/h. Am 28. Juli 1817 folgte im Schwarzwald die sogenannte „Bergfahrt“ von Gernsbach nach Baden-Baden mit über 200 Metern Höhenunterschied. Drais absolvierte sie doppelt so schnell wie ein Fußgänger. Die Laufmaschine wog weniger als 50 Pfund, kaum mehr als ein Hollandrad heute. Sie hatte gleich große Holzräder mit Eisenreifen, eine auf das Hinterrad wirkende Schleifbremse, vorn abklappbare Parkstützen oder alternativ Packtaschen und optional einen Gepäckträger hinter dem Sitz. Zu ölende Gleitlager in Messing-Buchsen sorgten für leichten Lauf. Drais beschrieb in einem Zeitungsartikel auch mögliche Sonderanfertigungen seiner Laufmaschine. Die Nachricht über das Laufrad verbreitete sich rasch in Deutschland und Europa; überall entstanden Nachbauten.

## Straßenqualität
In England, Frankreich und Südwestdeutschland gab es dank der Erfindung des Makadam schon im ersten Drittel des 19. Jahrhunderts ein dichtes Netz von Landstraßen, auf dem sich leicht auf Rädern dahinrollen ließ. Die Ausdehnung dieses Netzes nach Nordosten dauerte mehrere Jahrzehnte. Bis dahin hatte man in anderen Gegenden, auch großen Teilen des Deutschen Bundes, fast nur unbefestigte Landstraßen oder Chausseen gröberer Art (Katzenkopfpflaster aus Feldsteinen).

## Schubstockrad
- 1817: Johann Carl Bauer regte in seiner technischen Verbesserung des Draisschen Laufrades ein schubstockgetriebenes Dreirad an.[34]
- 1850: Der Schmied Heinrich Färber aus Künzelsau baute ein Schubstockrad, bei dem mit den Armen zwei Stöcke zum Abstoßen vom Boden bewegt wurden und mit den Füßen gelenkt wurde.[35] Je nach Quelle wurde es erst 1859 oder 1869 der Öffentlichkeit präsentiert.[36][37]

## Tretkurbelrad
- 1825(?)/62: Tretkurbelrad von Baader.
- 1845(?): Heinrich Mylius aus Themar soll das erste Tretkurbelrad gebaut haben.[38][39]
- 1853: Philipp Moritz Fischer brachte am Vorderrad einer Draisine eine Tretkurbel an.[40]
- 1861/63: Pierre Michaux und sein Sohn Ernest bauten ein Tretkurbelrad mit Holzrädern mit Eisenbereifung und einem Gewicht von etwa 25 kg.[41] 1865 wurden bereits 400 Michaulinen hergestellt. Die Michaulinen sind damit die ersten Fahrräder, die in größeren Stückzahlen hergestellt wurden.[42]
- 1866: Pierre Lallement (Mitarbeiter vom Pariser Kutschenbauer Strohmaier) ließ in den Vereinigten Staaten ein Fahrrad mit Tretkurbelantrieb patentieren.[43]

Tretkurbelrad von Baader (1825?/62)
Tretkurbelrad von Heinrich Mylius (1845?)
Tretkurbelrad von Philipp Moritz Fischer (1853)
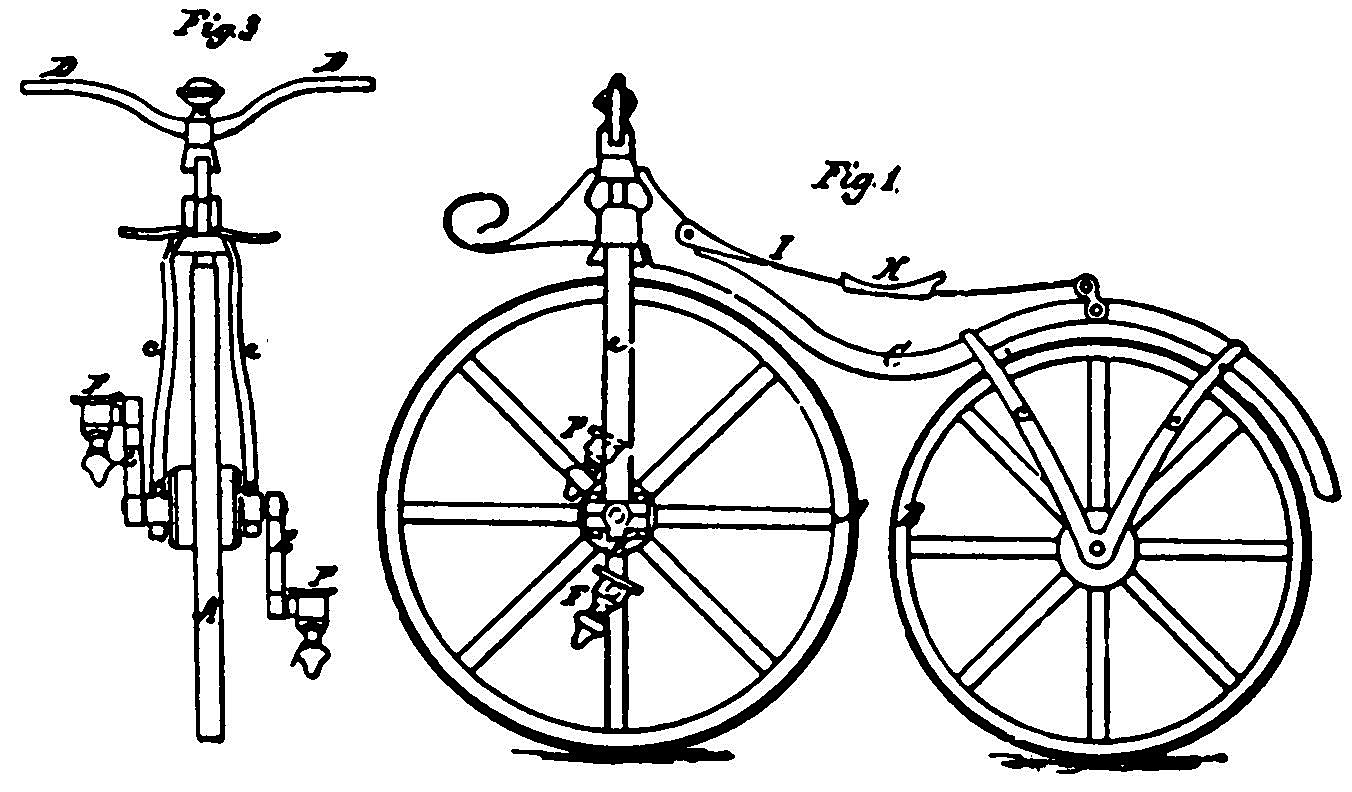
US-Patent Nr. 59915 vom 20. November 1866 für Pierre Lallement
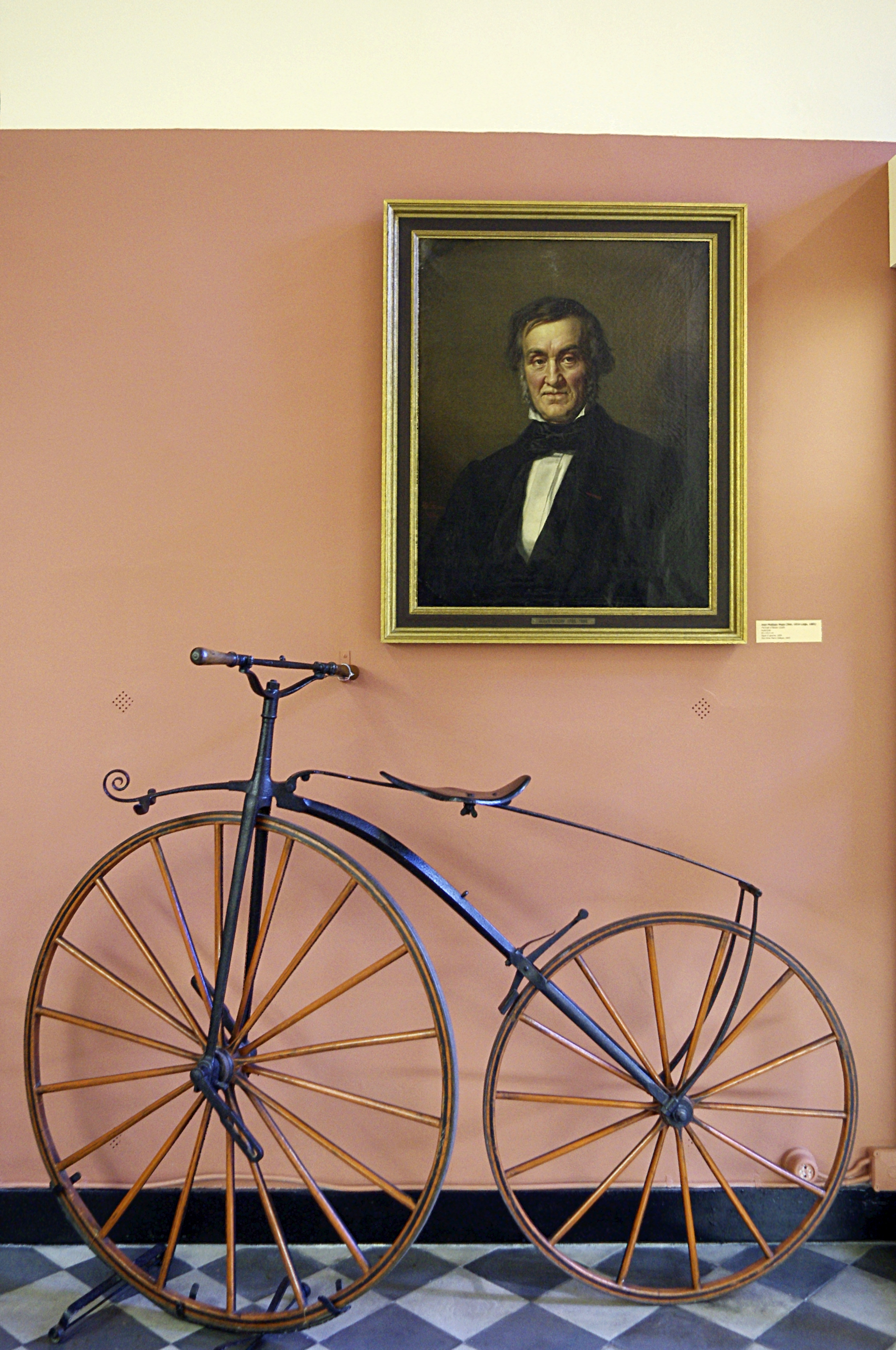
Michauline (1867)

### Hochrad mit Holzspeichen (1867)
Die Compagnie Parisienne der Brüder Olivier (nach der Übernahme von Michaux), die heftig für den neuen Sport der jungen Männer warben, baute 1867 ein verändertes Rad mit schmiedeeisernem Rahmen in Serie, mit 40 kg doppelt so schwer wie die Laufmaschine. Durch Verdrillen des drehbar gelagerten Lenkers wurde über eine Bremsschnur die Schleifbremse am Hinterrad betätigt. Der Sattel war nun so hoch, dass man den Boden mit den Füßen nicht mehr erreichte. Zum Aufsteigen nahm man einen Anlauf und grätschte dann auf den Sattel, oder jemand musste das Veloziped halten. Erst später gab es eine Fußraste zum Aufsteigen. Ein Pedal konnte man dazu nicht nehmen, da die Pedalkurbel ja mit dem Vorderrad starr verbunden war. Rennen wurden gefahren, erste handgeschliffene Kugellager benutzt. Die Pariser Nachfrage wurde auch durch britische Firmen in Coventry beliefert. In den USA gab es einen kurzen Boom mit über hundert Patenten. In Deutschland gab es ab 1868 mindestens 37 Hersteller, darunter so bekannte Namen wie Heinrich Büssing, der später ein Omnibuswerk gründete. 1869 wurde erstmals ein Kugellager in der Radachse verwendet, davor hatte man Gleitlager aus Bronzeguss. Die Hanlon Brothers ergänzten Schutzbleche, eine handbedienbare Vorderradbremse und eine Begrenzung des Lenkeinschlags.

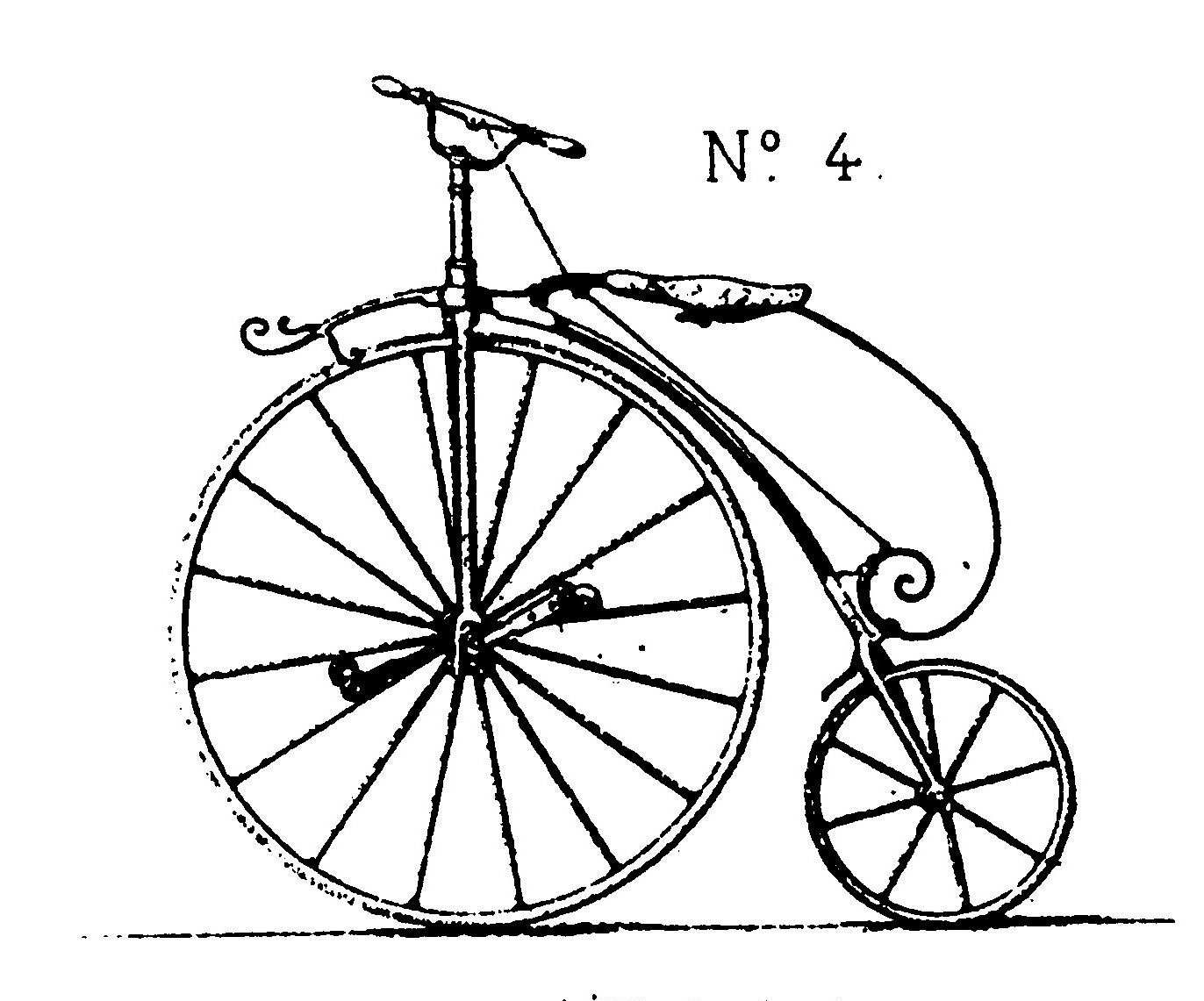
Pariser Hochrad Ravier&Schmit 1869/70 (mit Holzspeichen)
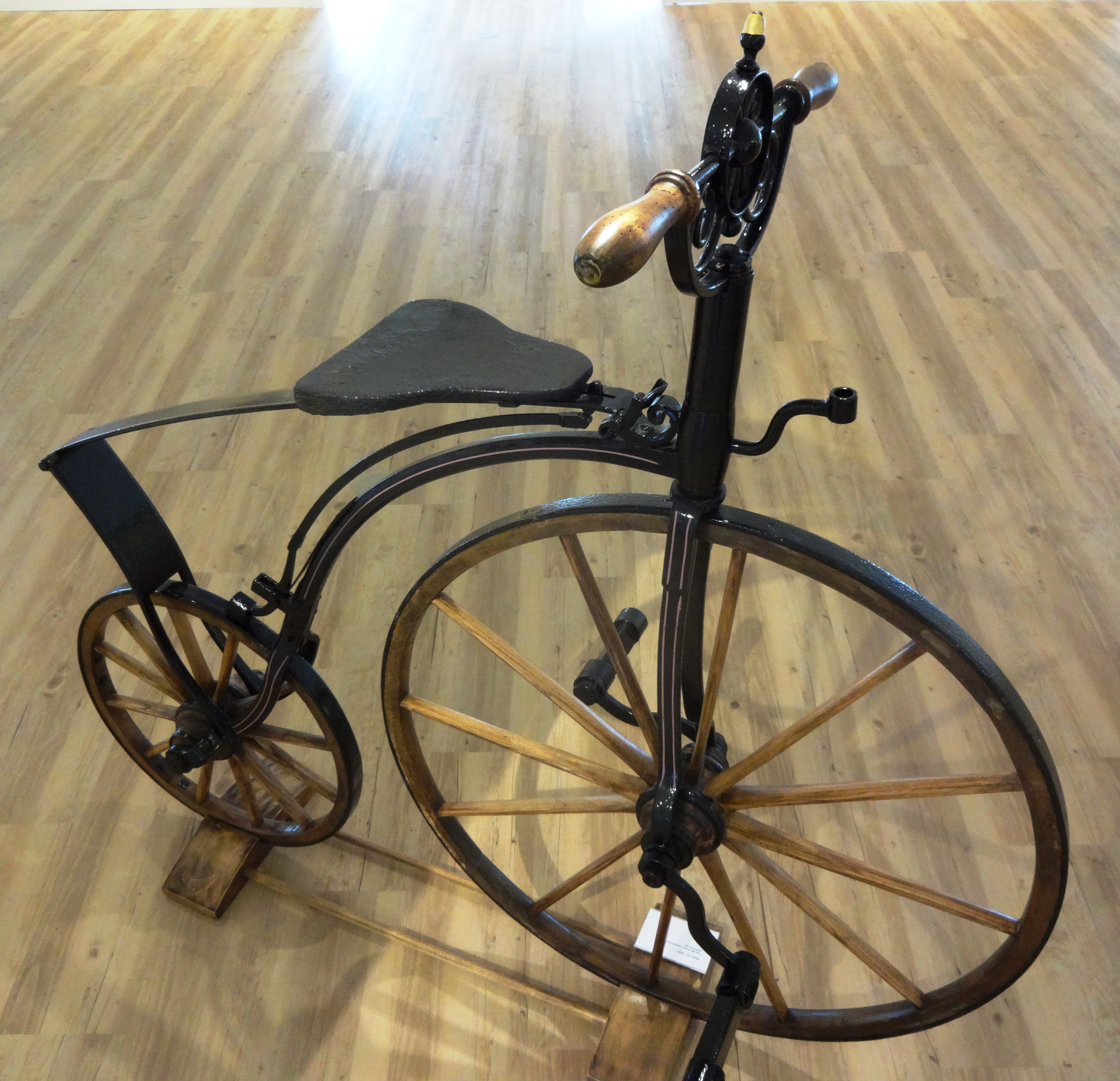
Fahrrad, Typ Michaux, Frankreich um 1870, Ostholstein-Museum

### Hochrad mit Stahlspeichen (1871)

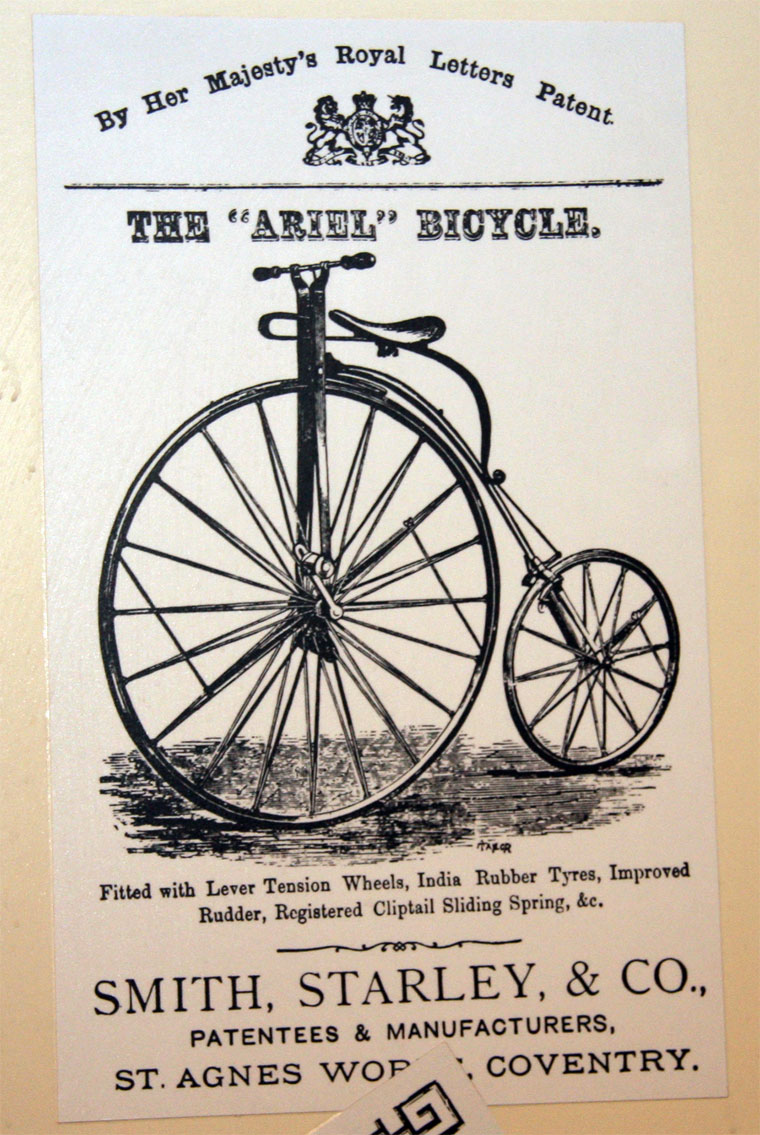
Ariel-Hochrad (1871)

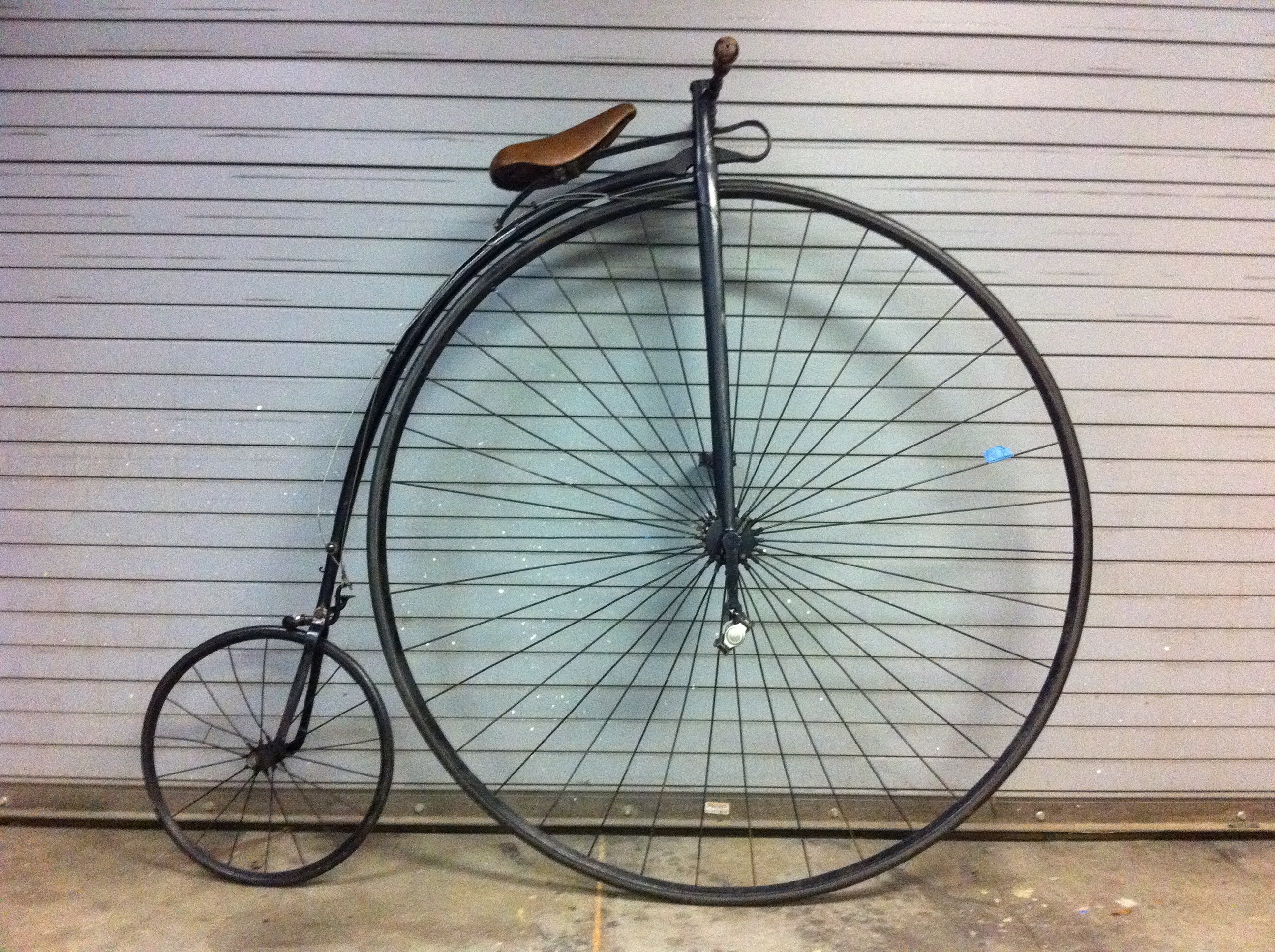
Ariel-Hochrad (1874)

Bereits 1868 entwickelte Edward Alfred Cowper ein Fahrrad mit Tangentialspeichen (Patent Nr. 3886 vom 21. Dezember 1868).
In England bekam zur selben Zeit James Starley, technikbegeisterter leitender Angestellter einer Nähmaschinenfabrik, ein Michauxrad in die Hände, befand es für zu schwer und unhandlich. Er entwickelte ein epochal neues Fahrradmodell, das als „Ariel“ ab September 1871 angeboten wurde. Es verfügte über Vollgummireifen mit Drahtspeichen. Indem die Speichen tangential, nicht radial anordnet wurden, übertrugen die Speichen zwischen Nabe und Radkranz nur Zugkräfte. Verdrehen der Felge gegenüber der Nabe mittels zweier inliegender Hebel diente zum Vorspannen der Speichen. Prinzipieller Nachteil war, dass sich die Speichen bergab beim Gegentreten lockerten. Baute man das Vorderrad versehentlich verkehrt herum ein, kollabierte es gar beim Antreten wie auch beim Betätigen der Reifenbremse. Diesen Mangel behob das gekreuzte Tangentialspeichenrad aus Starleys Patent 3959 von 1874, indem die Speichen paarweise gegensätzlich zueinander eingespannt waren. Je die Hälfte der Speichen zog den Radkranz gegenüber der Nabe vorwärts oder rückwärts.
Das Vorderrad des Ariel-Rades war mit 50 Zoll (127 cm) Durchmesser deutlich größer als die bis dahin üblichen Michaulinen mit 90 cm und das Hinterrad mit 14 Zoll (35 cm) deutlich kleiner. Auf der Weltausstellung 1871 in Paris zeigte Starley ein Hochrad mit 2,50 m Vorderrad-Durchmesser, das der Kundschaft die bezweifelte Belastbarkeit von Drahtspeichen beweisen sollte.
Vor James Starley ließ sich der Franzose Eugène Meyer das Stahlspeichenrad patentieren (französisches Patent Nr. 86705 vom 4. August 1869). Meyer schrieb im Patent: „Da hier alle Drahtspeichen nur auf Zug belastet werden, können sie nicht knicken“ und baute damit elegante Kurbelvelozipede – mit immer kleineren Hinterrädern, wie andere französische Hersteller auch. Die Speichen haben noch heute dieselbe Form, waren aber radial und umgekehrt eingebaut – an der Felge eingehängt und verschraubt in der Nabe.

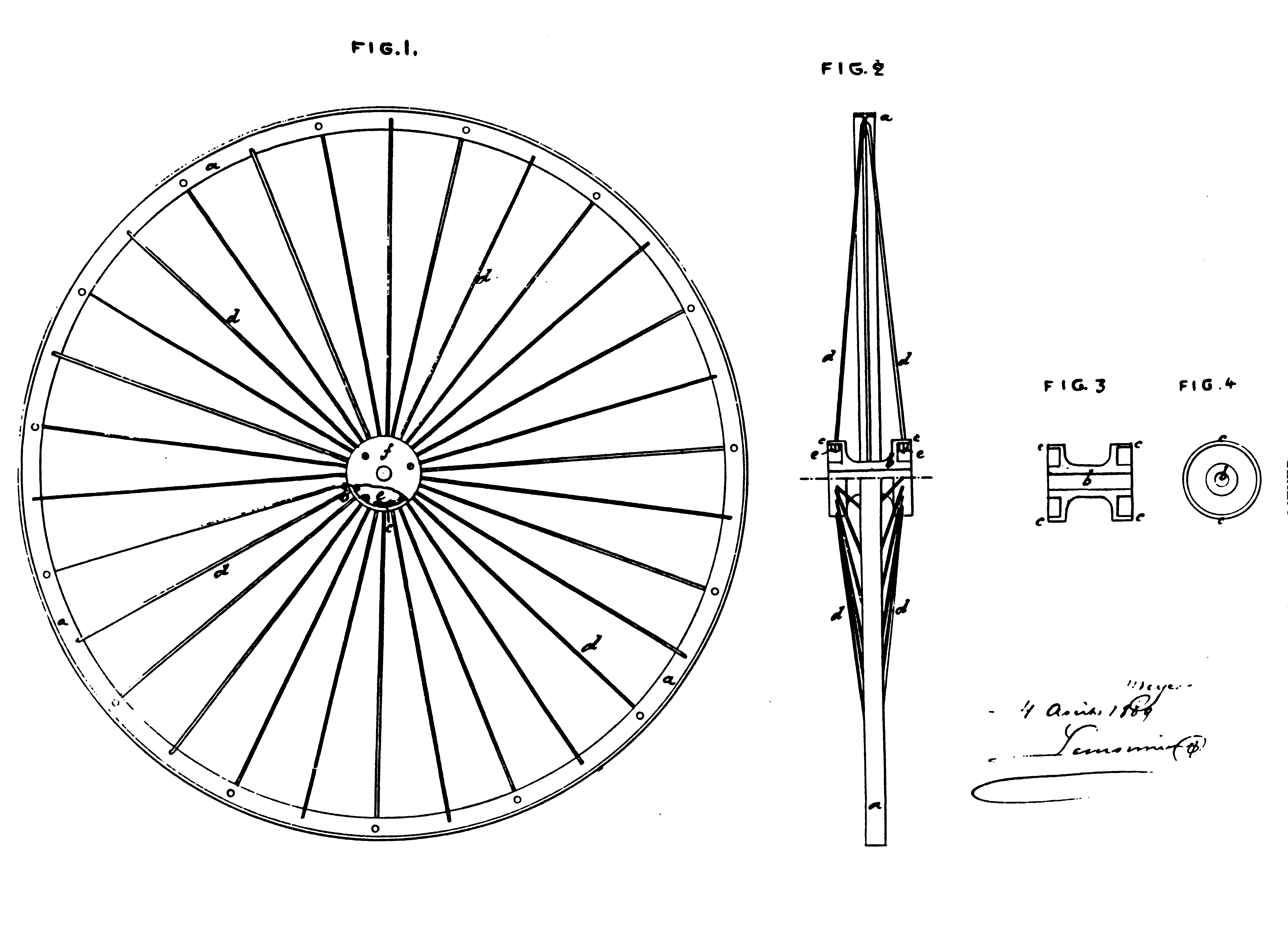
Radialspeichenrad von Eugène Meyer (französisches Patent 86705 vom 4. August 1869)
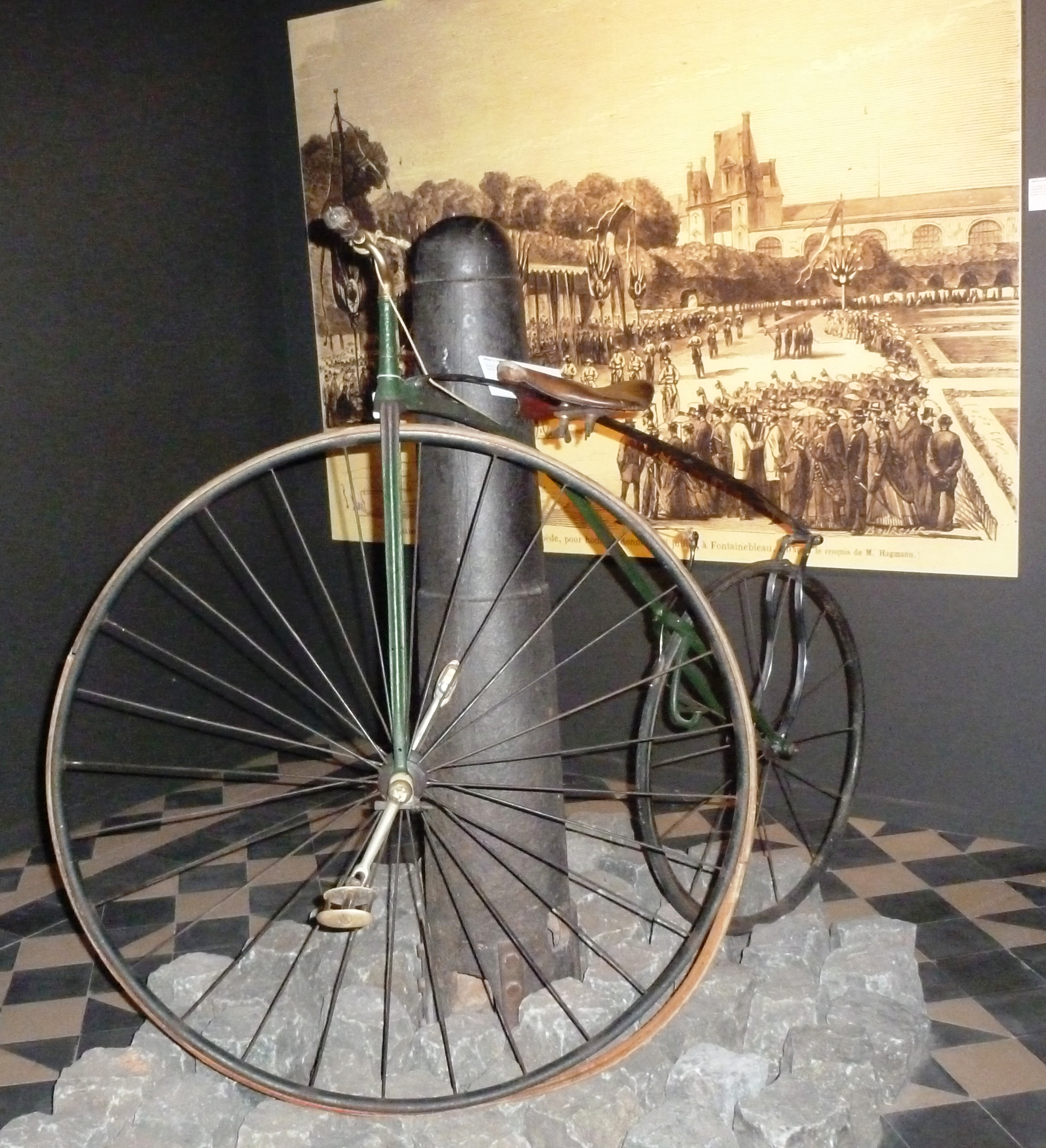
Meyer-Rad (um 1870)
Tangentialspeichenrad mit Spannhebel (Starley und Hillman, britisches Patent 2236 vom 11. August 1870)
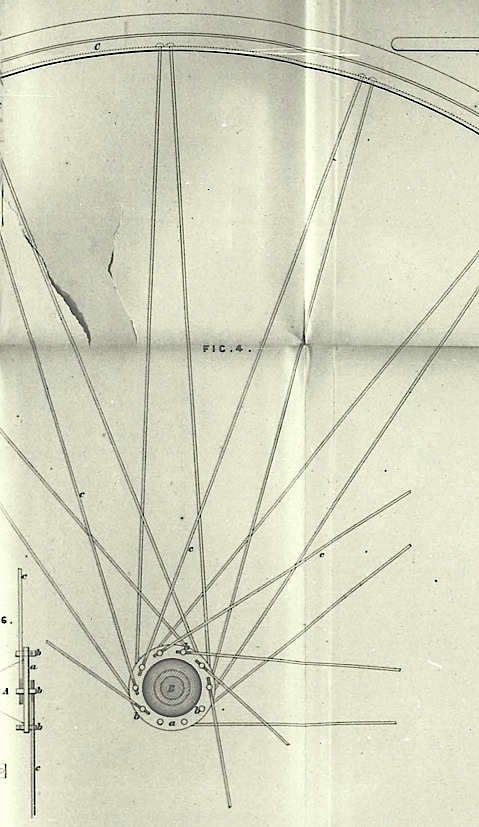
Tangentialspeichenrad mit gekreuzten Speichen (Starley, britisches Patent 3959 vom 17. November 1874)

### Hohes Sicherheitsrad (1878)
Um die Gefahr von Unfällen, insbesondere den gefürchteten Kopfsturz vom Hochrad zu verhindern, wurde durch die englische Fahrradindustrie die Entwicklung eines „Safety“ oder „Sicherheitsrad“ vorangetrieben. Den Begriff „Safety“ ließ sich Harry John Lawson bereits 1876 in Zusammenhang mit der Entwicklung des Safety-Bicycle schützen. Als erstes hohes Sicherheitsrad gilt das Xtraordinay von Singer (1878), danach erschien das „Facile“ von Ellis (1879) und schließlich das Kangeroo (1884) von Edouard Carl Friedrich Otto. In allen Fällen wurde die Größe des Vorderrads reduziert und der Schwerpunkt des Fahrers in Richtung Hinterrad verlagert. Während die ersten beiden Modelle über Trethebel bewegt wurden, hatte das Kangaroo bereits Kettenantrieb.

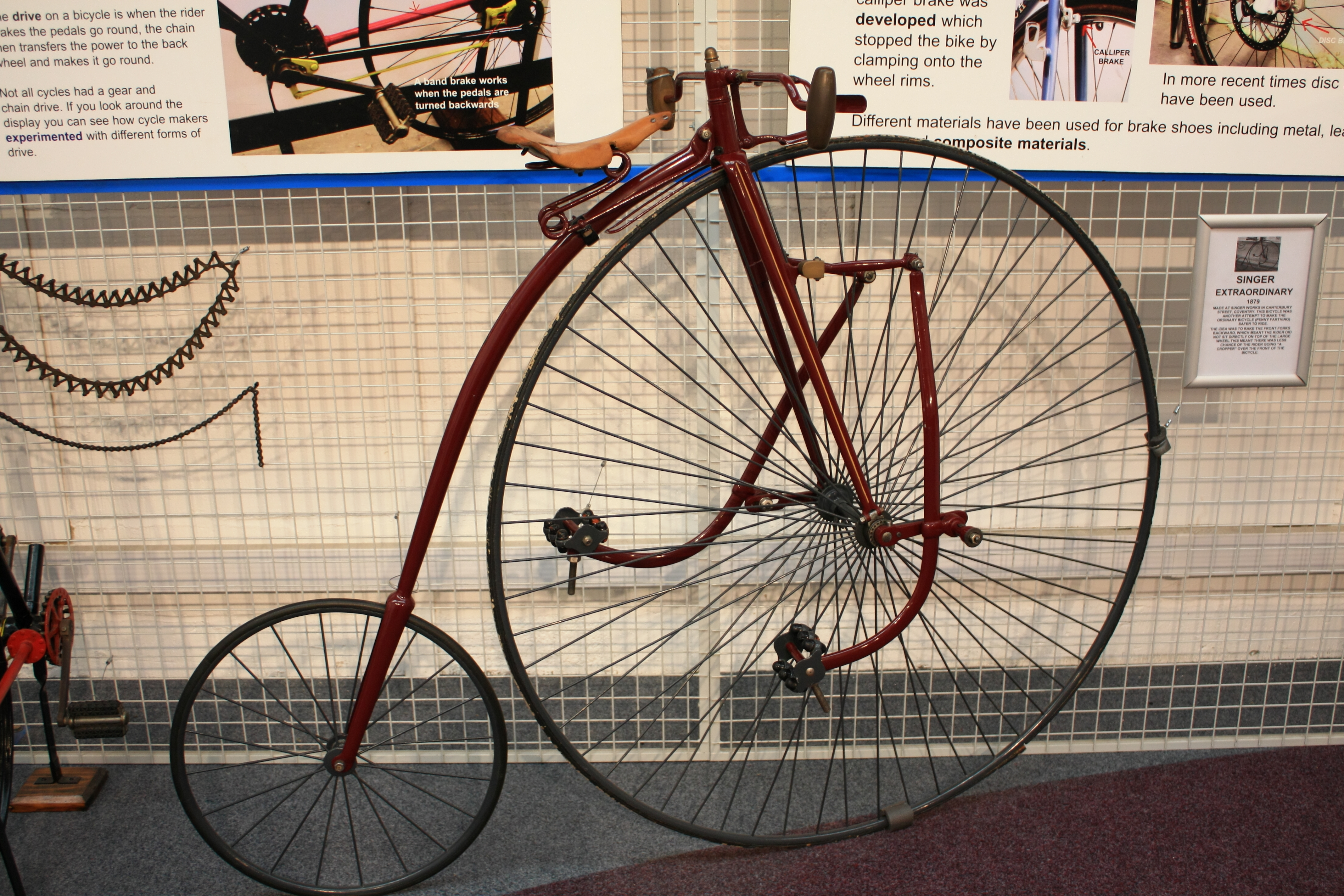
Xtraordinary (1878)
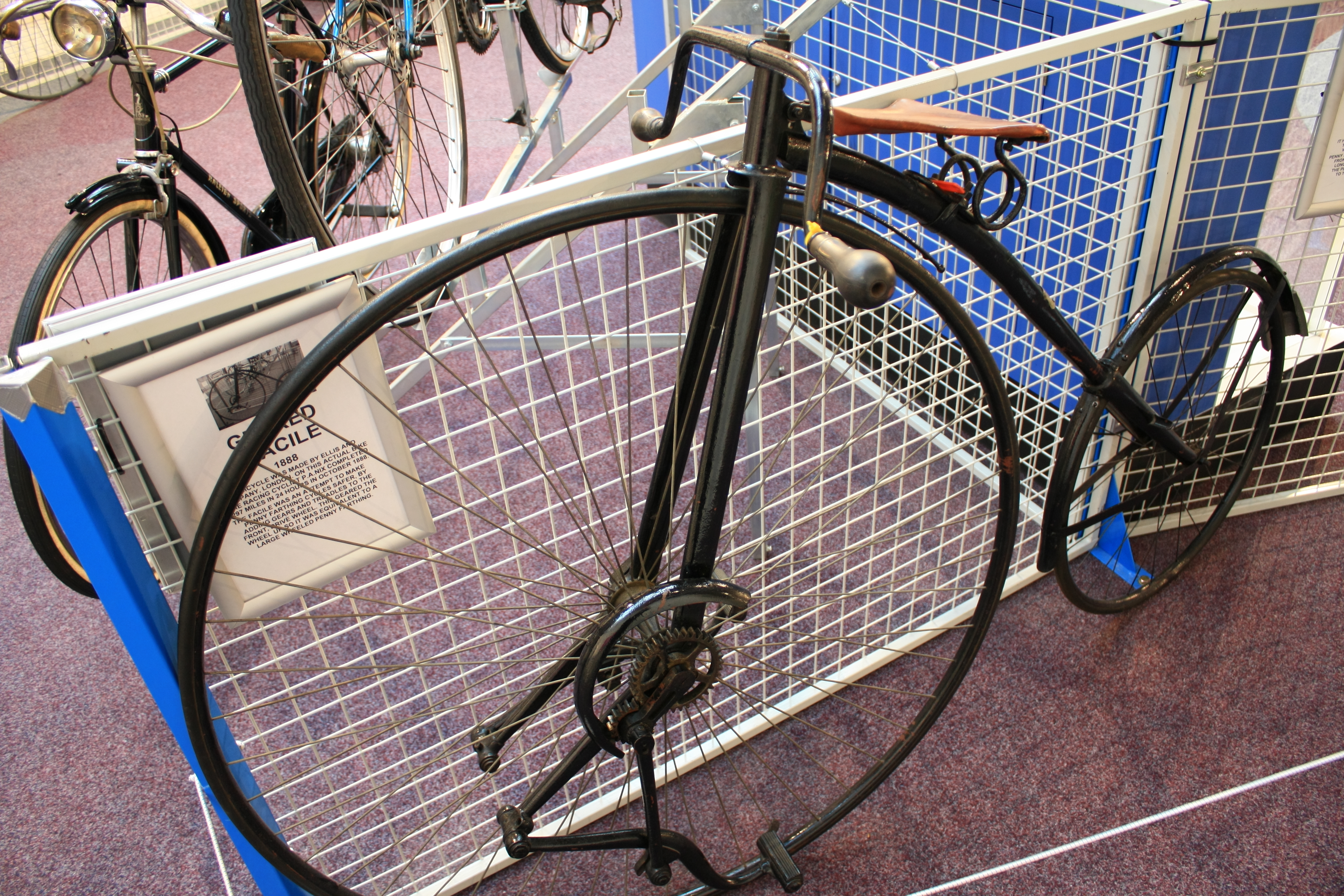
Facile (1879)
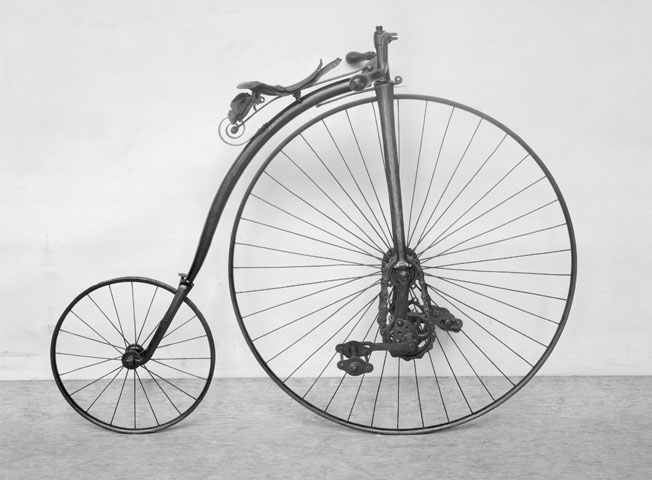
Kangeroo (1884)

## Hinterradantrieb
- 1839: Kirkpatrick Macmillan entwickelte das erste Fahrrad mit Schwinghebelantrieb auf das Hinterrad.[51]
- 1843: Alexander Lefebvre aus Saint-Denis baute ein Schwinghebelrad.[52]
- 1846: Gavin Dalzell baute Macmillans Rad nach.[53]
- 1860: Thomas McCall fertigte Nachbauten von Macmillans Rad.
- 1876: Henry John Lawson entwickelte das Safety-Bicycle, ein Rad mit Trethebelantrieb auf das Hinterrad.
- 1878: Thomas Shergold konstruierte ein Sicherheitsrad mit gleich großen Rädern, bizarrer Rahmenform und Kettenantrieb auf das Hinterrad.[54]
- 1879: Henry John Lawson entwickelte das Bicyclette, ein Fahrrad mit Kreuzrahmen und Kettenantrieb auf das Hinterrad. Die Räder waren unterschiedlich, das Vorderrad mit Parallelogramm-Lenkung größer.[55]
- 1879: André Guilmet und Meyer & Cie stellten in Paris den Hinterradantrieb an einem Fahrrad vor.
- 1879: Der Stuttgarter Turnlehrer Johann Friedrich Trefz konstruierte ein Fahrrad mit Tretkurbelantrieb auf das Hinterrad.[56]

„Der perfekte Hinterradantrieb war erfunden, aber im Schatten der inzwischen angelaufenen Michaux-Serienproduktion frontgetriebener Räder konnte er sich nicht durchsetzen.“

- 1881: Star-Bicycle mit Trethebelantrieb.

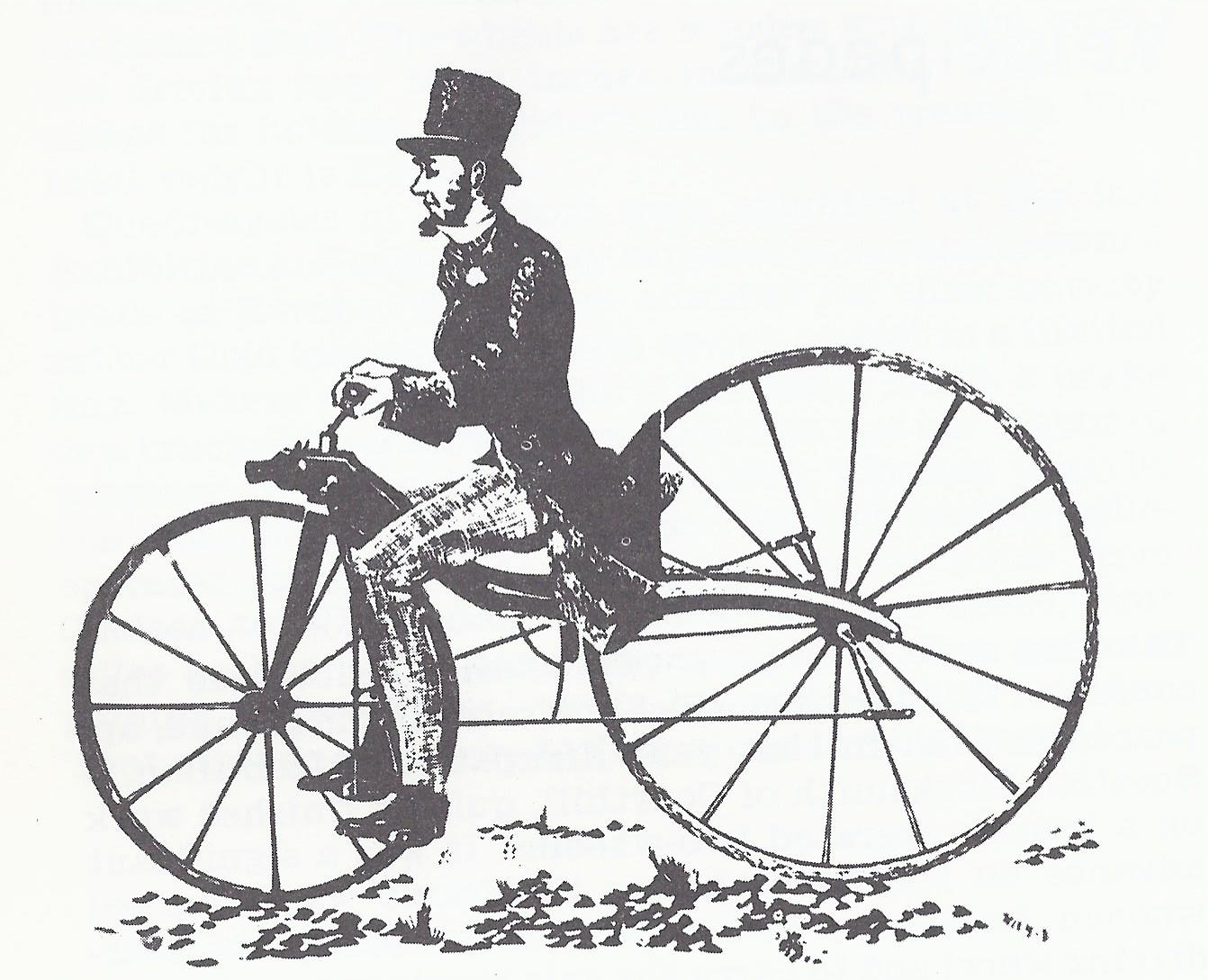
Kirkpatrick Macmillans Trethebelrad (1839)
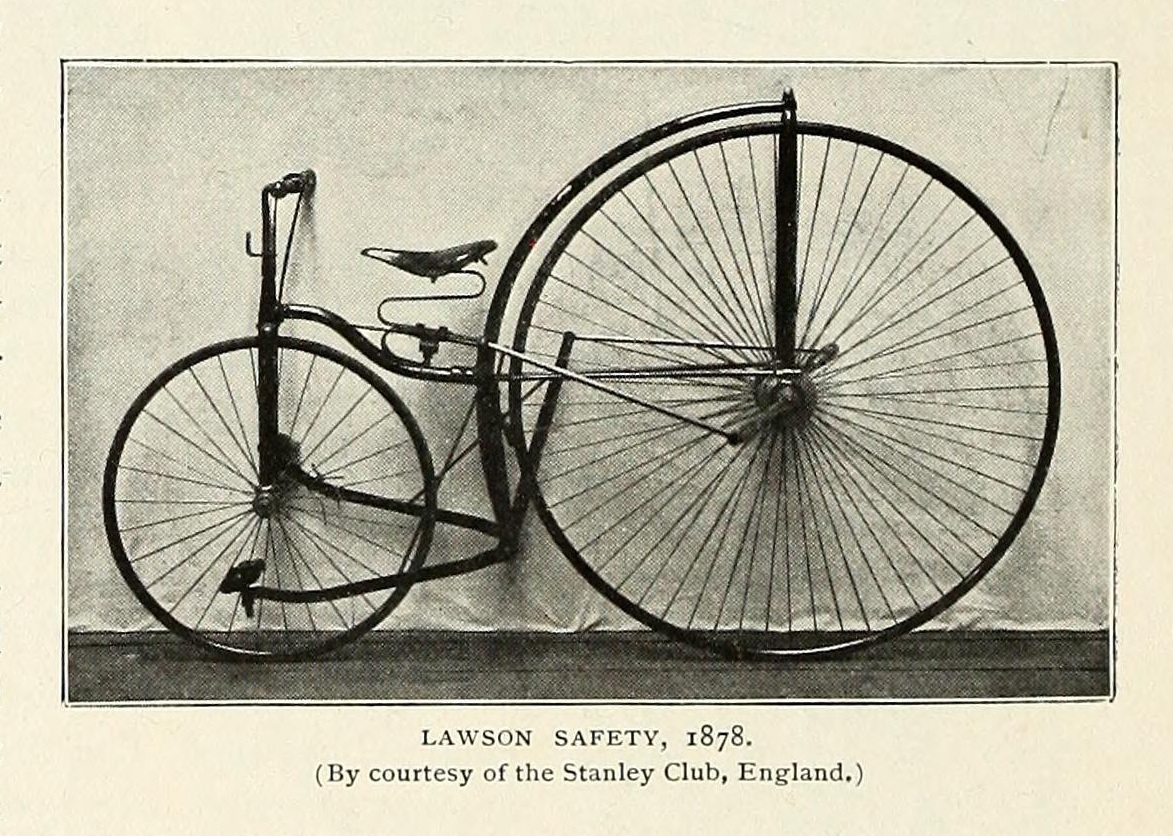
Lawsons Safety-Bicycle (1876)
Lawsons Bicyclette (1879)
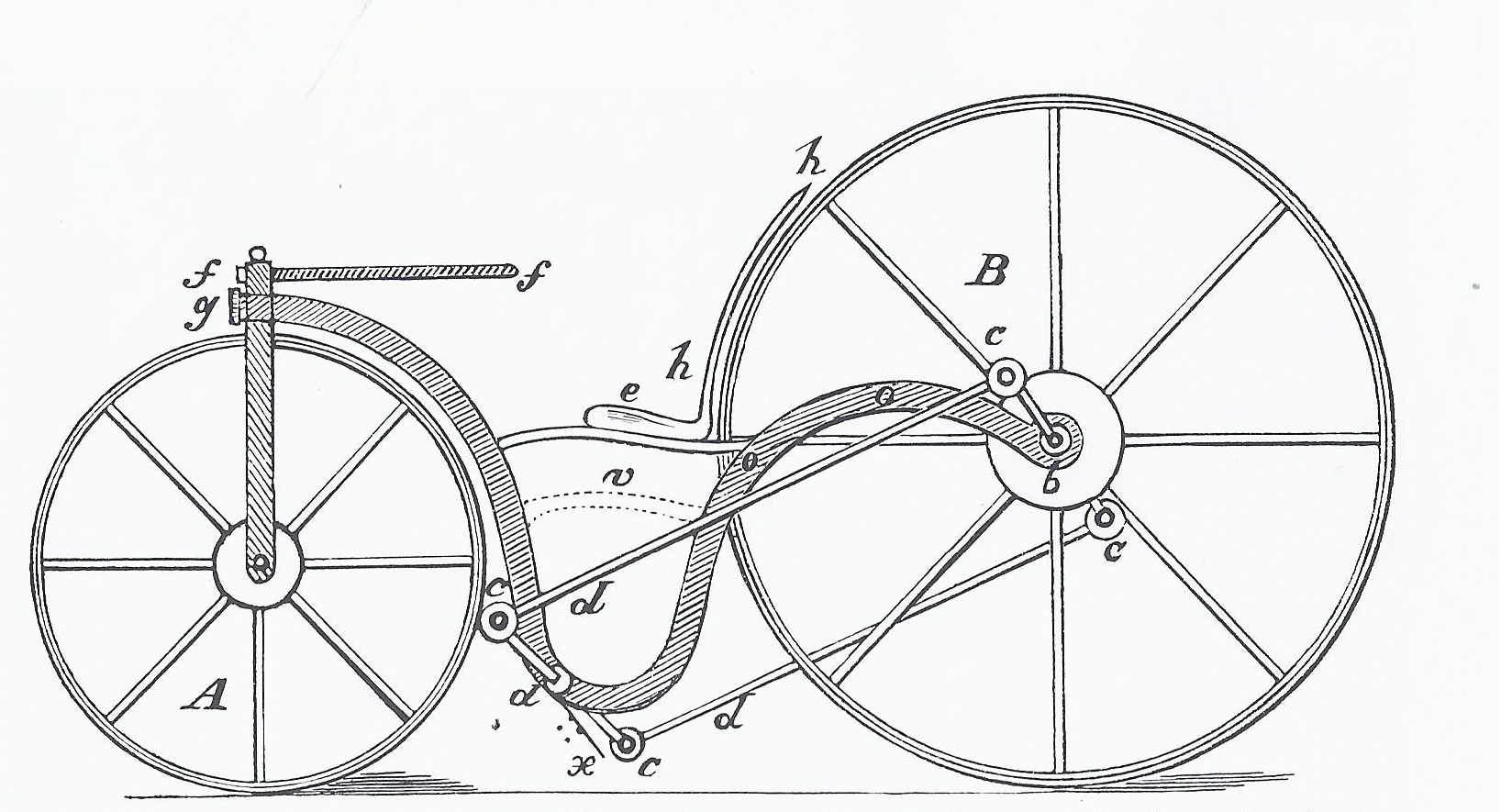
Johann Friedrich Trefz´ Tretkurbelrad (1879)
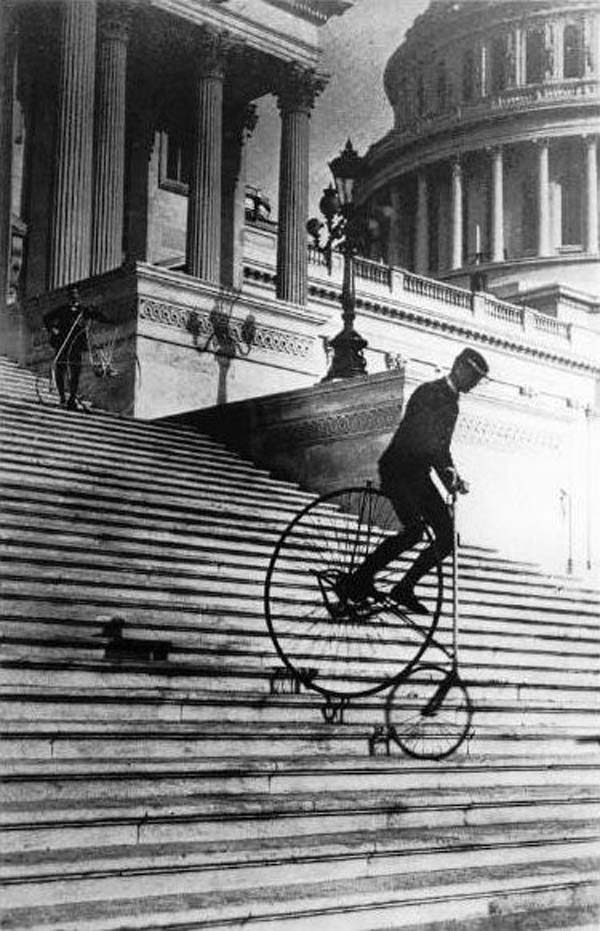
Star-Bicycle (1885)

### Sicherheitsniederrad (1884)
Den Durchbruch des kettengetriebenen Hinterrads erzielte erst John Kemp Starley, Neffe von James Starley, der in Coventry zusammen mit seinem Geschäftspartner William Sutton zunächst Dreiräder produzierte. 1884 entwickelte Starley unter dem Markennamen Rover („Wanderer“) sein erstes Zweirad mit Kettenantrieb auf das Hinterrad, indirekter Lenkung und Klotzbremse auf das Vorderrad. Wie Lawsons Konstruktion hatte es noch unterschiedlich große Räder: 32 Zoll am Vorderrad, 30 Zoll am Hinterrad. Mit einem Gewicht von 37 Pfund (16,7 kg) war der Rover kaum schwerer als heutige Tourenräder. Die Öffentlichkeit war so auf das Hochrad fixiert, dass Besucher der Erstvorstellung das Rover als unsportlich bezeichneten. Starley organisierte daraufhin am 26. September 1885 ein Rennen, auf dem mit einem neuen, deutlich verbesserten Gefährt, dem Rover II, die Schnelligkeit seines Fahrzeugs bewiesen wurde. George Smith gewann das 100-Meilen-Rennen auf dem Rover II (33 Pfund leicht) in 7 Stunden, 5 Minuten und 16 Sekunden.
1886 produzierte Starley den Rover III mit Nackensteuerung, der als Prototyp des modernen Fahrrades gilt. 1889 erschien das Modell „Ladies Rover“, ein Rad mit tiefem Durchstieg; damit konnten auch Frauen am Fahrradfahren teilnehmen.

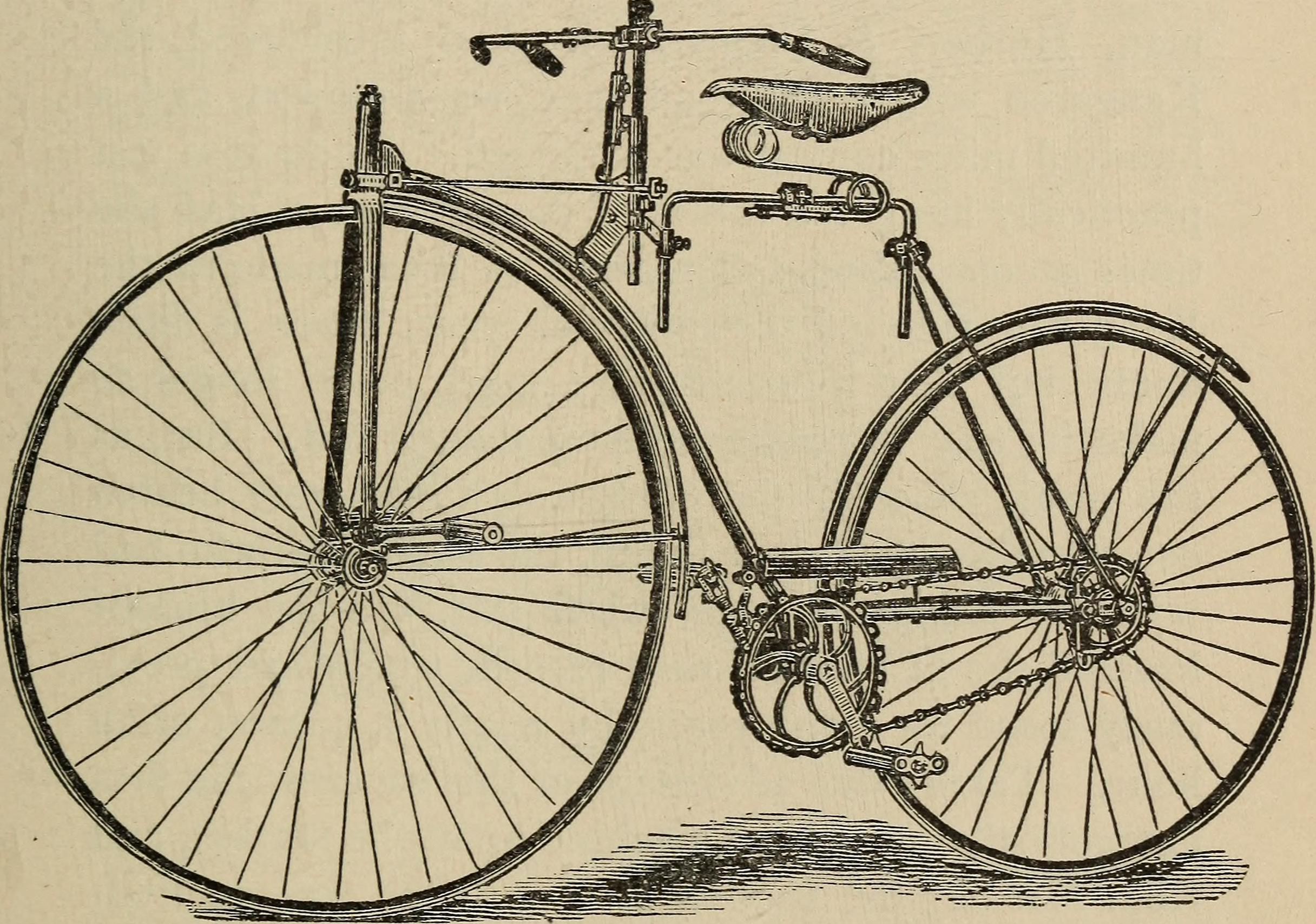
Rover I (1884)
Rover II (1885)
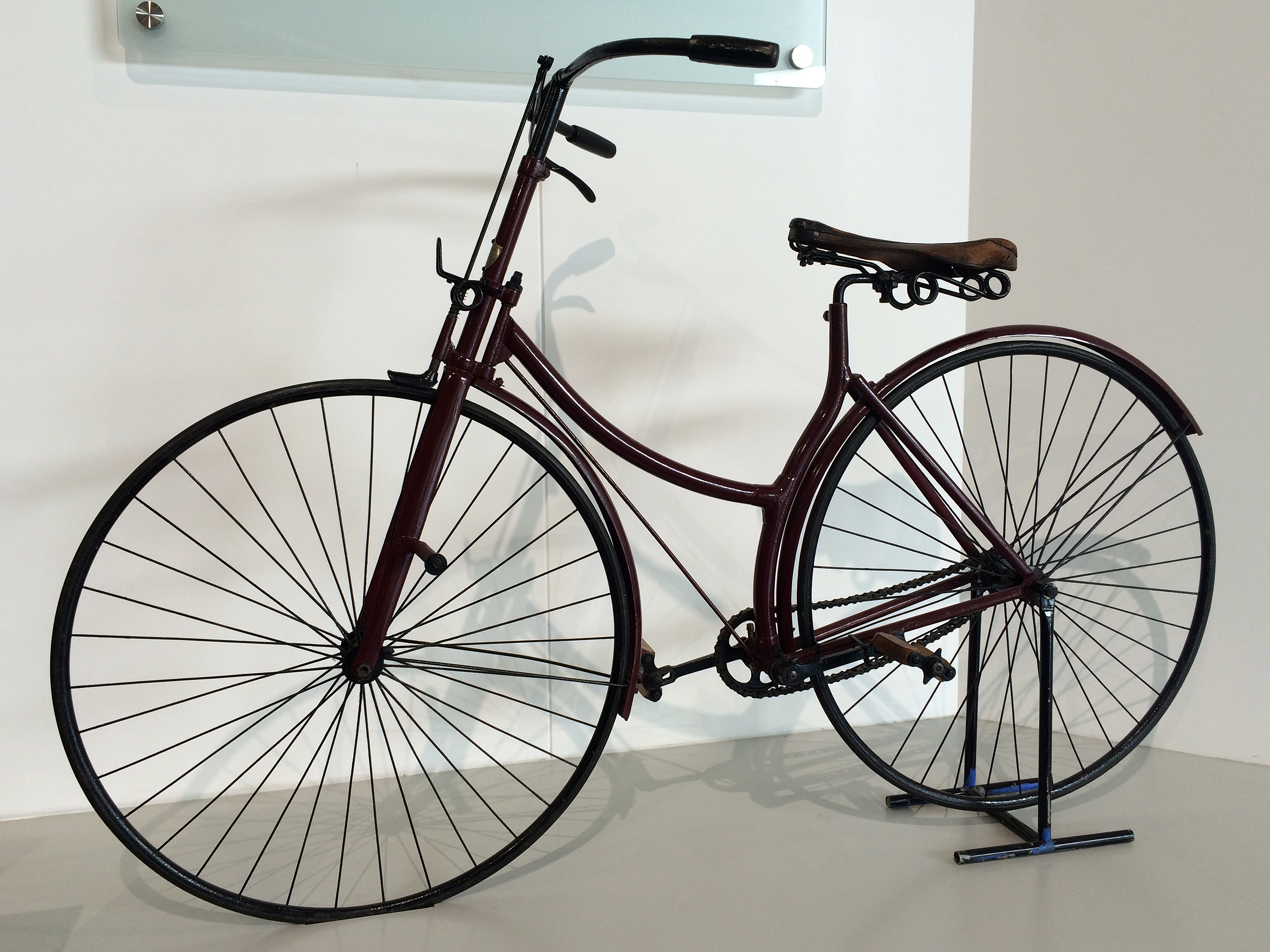
Rover III (1886)
John Kemp Starley (1888) mit Rover III
Ladies Rover (1889)

### Luftreifen (1888)
Die Wiedererfindung des Luftreifens (G.B. Patent No. 10607 vom 31. Oktober 1888) und Fahrradventil durch John Boyd Dunlop – nachdem die Erfindung von Robert William Thomson (1845) in Vergessenheit geraten war – war bereits kurz danach in sportlicher Hinsicht erfolgreich. Der zweitklassige Rennfahrer William Hume schlug bei einem Radrennen am 18. Mai 1889 in Dublin die besten Rennfahrer auf ihren Vollgummireifen. Ein weiterer Meilenstein war das britische Patent No. 14563 vom 16. September 1890, von Charles Kingston Welch. Welchs Patent beschrieb einen Drahtreifen mit Schlauch, der auf eine Tiefbettfelge montiert wurde. Dunlops Pneumatic Tire Company erwarb neben diesem Patent das Patent auf Wulstreifen („Clincher“ oder „Hackenreifen“) von William Erskine Bartlett; die ersten Dunlop-Reifen waren noch auf die Felge geklebt. 1890 gab es bereits die ersten Serienräder mit Dunlop-Reifen. 1891 gewann Charles Terront mit einem neu entwickelten Michelin-Schlauchreifen, der ebenfalls demontierbar war, das Radrennen Paris–Brest–Paris. 1894 waren 89,5 Prozent aller neuen Fahrräder mit Luftreifen ausgerüstet.

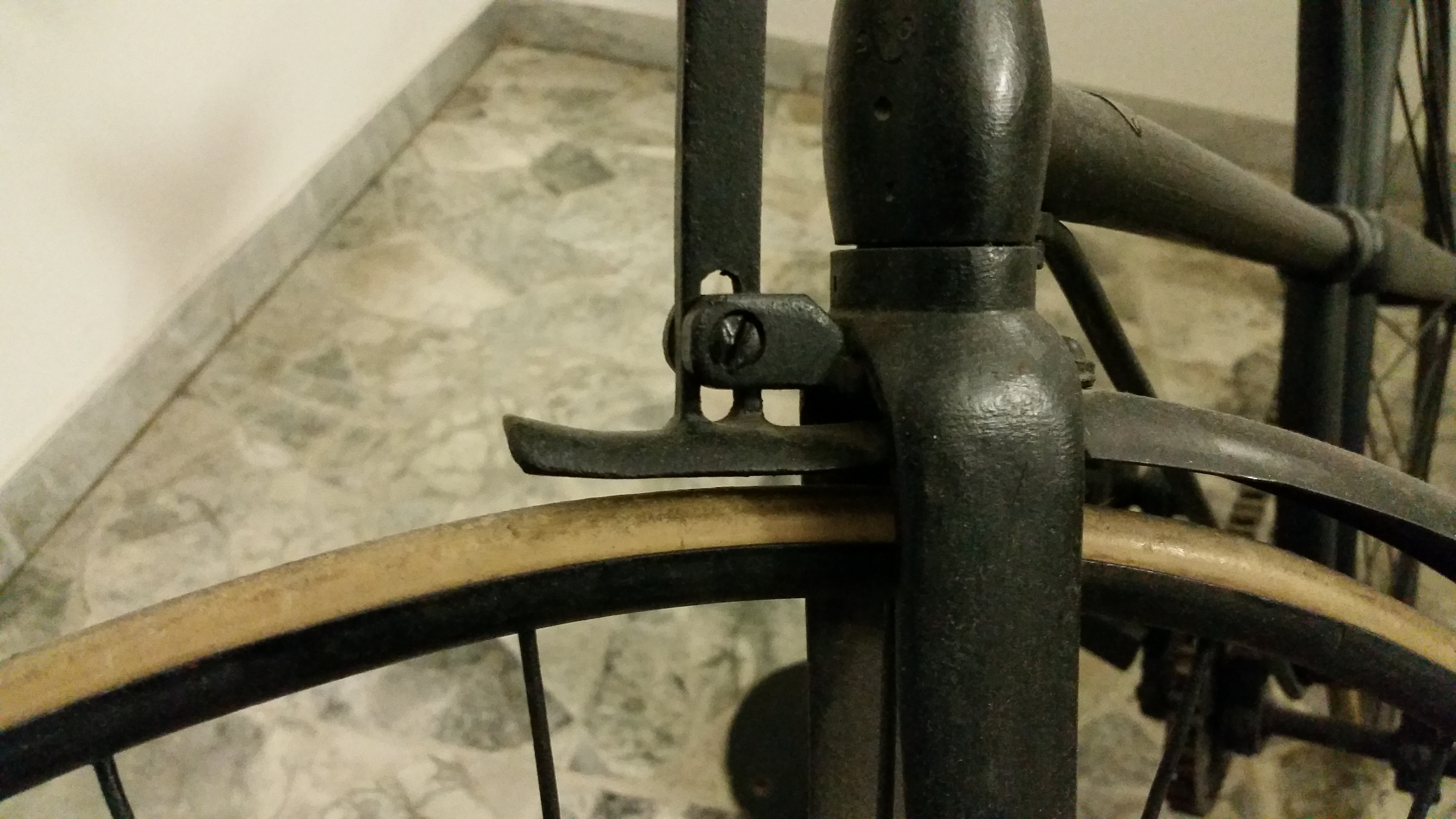
Adler-Vollgummireifen (1886)
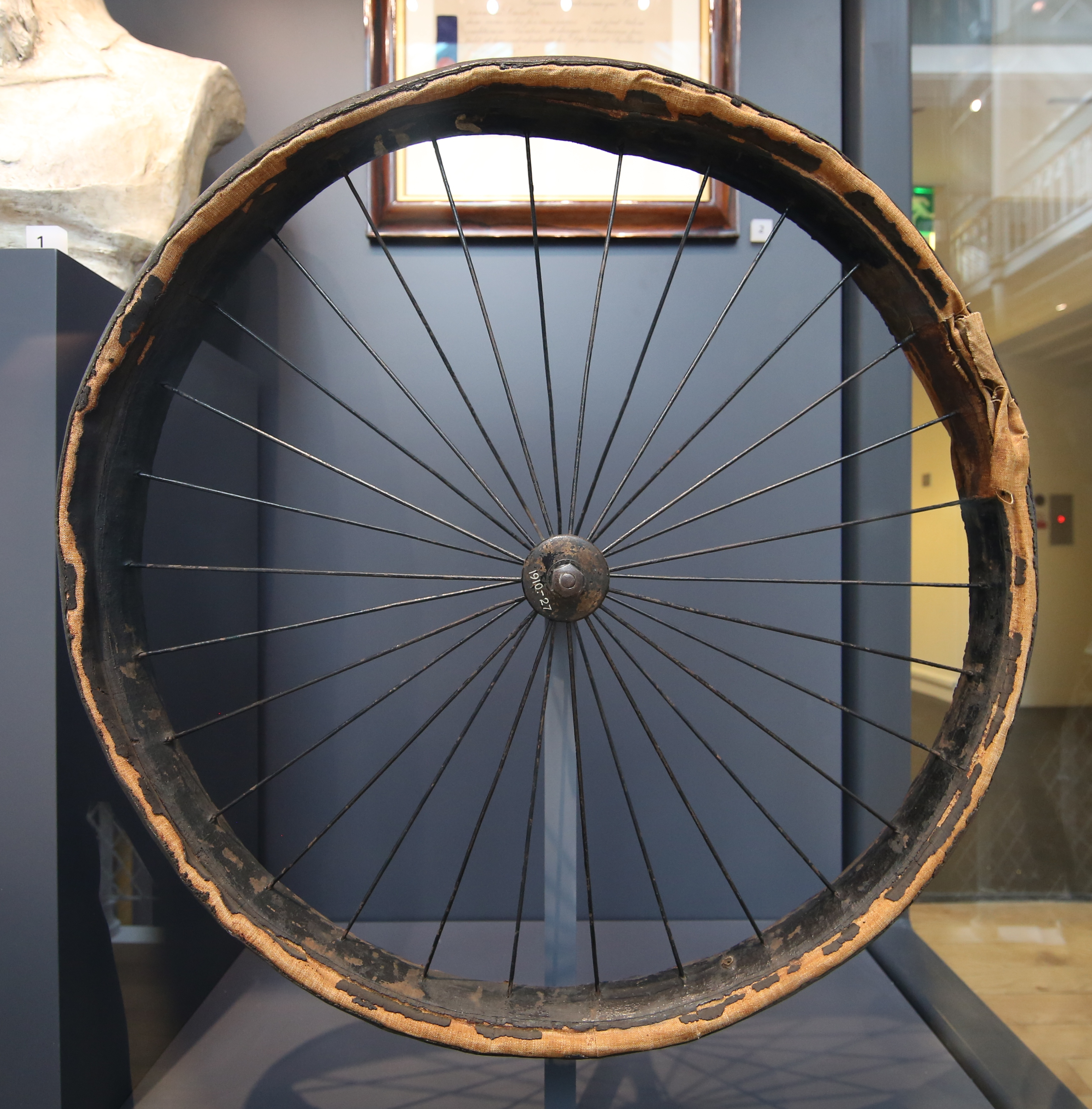
Dunlops erster Luftreifen (1887)
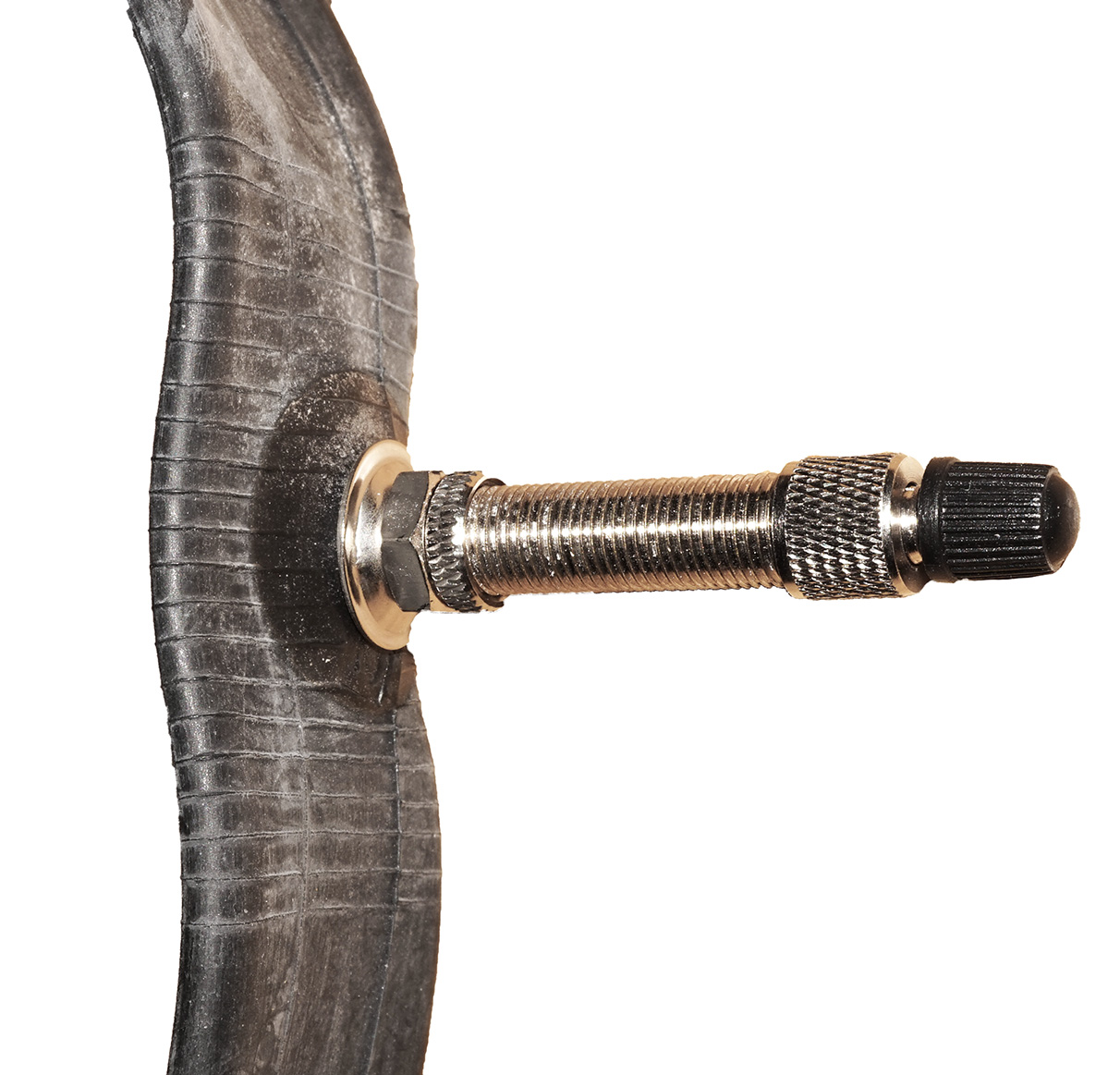
Dunlop-Ventil
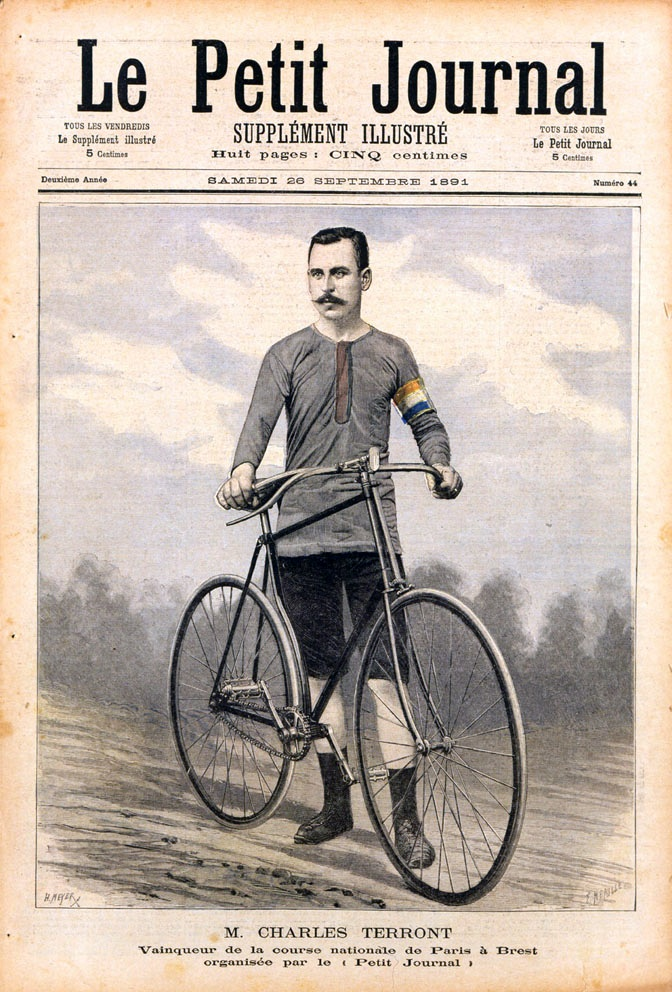
Charles Terront mit Michelin-Reifen (1891)
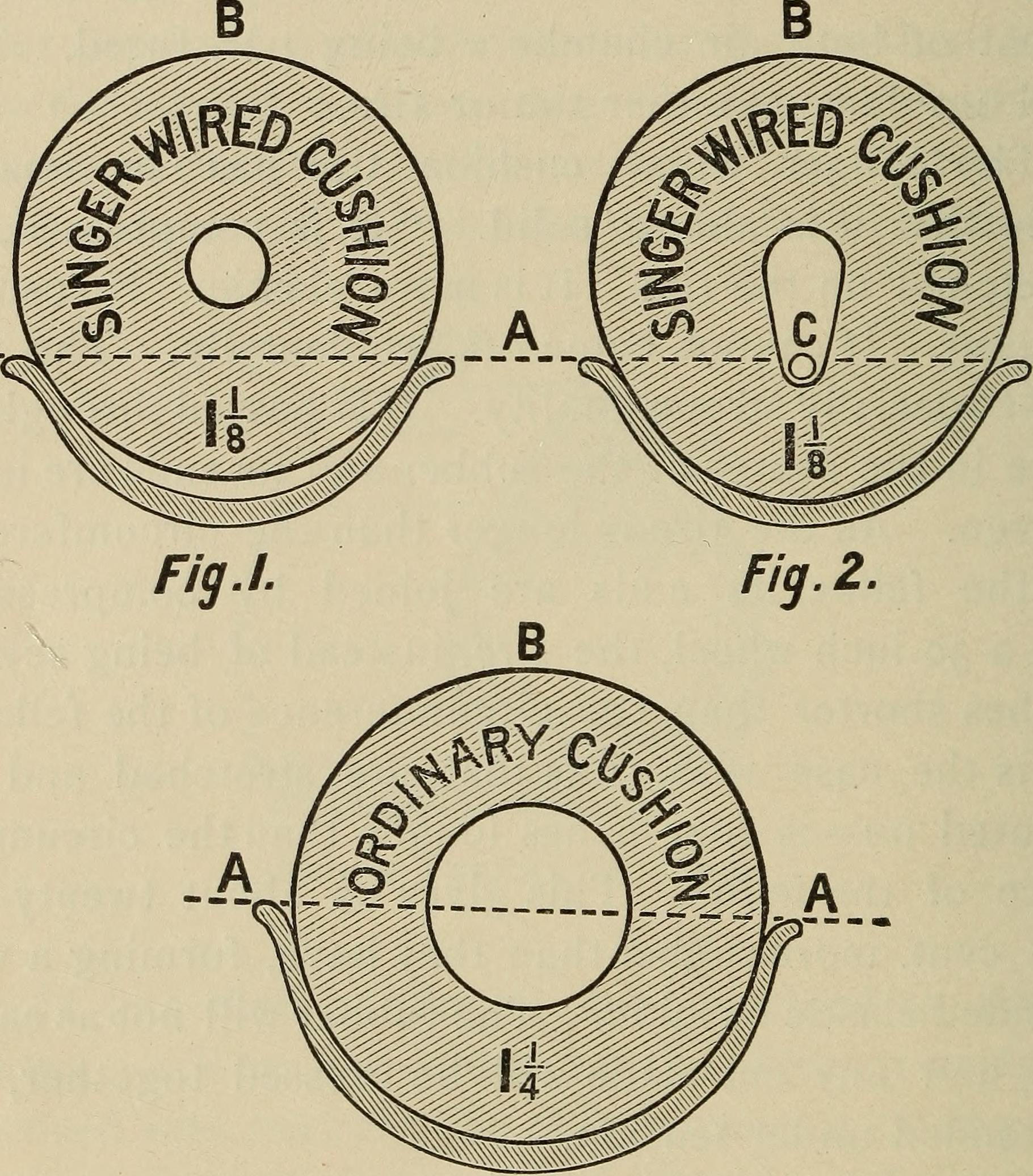
Hohlraum Vollgummireifen (1892)
Dunlop-Welch Drahtreifen auf Tiefbettfelge (1892)

## Das moderne Fahrrad
1884 hatte das Modell „Rover“ einen Rohrrahmen, der einer Raute ähnelte. Die direkte Verbindung zwischen Sattel- und Tretlager durch ein (gerades) Rohr (Diamantrahmen oder Fünfeckrahmen) entwickelte Thomas Humber 1890. Damit war die Entwicklung des modernen Fahrrades nahezu abgeschlossen.

1896 zog das Grazer Tagblatt die Bilanz, die Fahrradfabriken erlebten einen „ungeheuren Aufschwung“, und Fahrräder seien aus dem öffentlichen Leben nicht mehr wegzudenken. Fahrradfahrer hießen Fahrradrecruten, die Fahrräder selbst wurden auch einfach Maschinen genannt. „Der, der seine Maschine nicht beherrscht, als wäre sie ein Theil seines Körpers, versuche nie“, in belebten Straßen zu fahren. Fahrräder seien „auch bei mäßiger Geschwindigkeit“ schneller als alle Fuhrwerke und erreichten „eine Fahrzeit, mit der nur die Eisenbahn zu concurrieren vermag.“ Die Zeitung gibt drei Hinweise für das korrekte Radfahren:
„Niemand wage sich auf dem Zweirad in belebte Straßen, der nicht volkommen geübt ist, leicht und blitzschnell in jedem Augenblick abzuspringen. Diese Regel sei besonders Leuten empfohlen, die nicht viel Geistesgegenwart haben, vor allem aber Nervösen. Eine zweite Regel […] ist: Fahre nicht zu schnell. Ein im Schuß befindliches Fahrrad ist zuweilen schwer zu bändigen, zumal da die Bremse oft versagt. […] Die dritte allgemeine Regel ist: Man fahre nie zu zweien neben einander, denn wenn ein Ausweichen nothwenig wird, fährt man sich in diesem Falle leicht gegenseitig in die Räder und beide Fahrer kommen zu Fall.“
Der erste Fahrraddynamo (1886) von Richard Weber war schon erfunden, Patente für die Felgenbremse gab es 1899, im gleichen Jahr das kettenlose Fahrrad mit Wellenübertragung auf das Hinterrad der Fabrique Nationale Herstal. 1893 stellte die St. Louis Refrigerator and Wooden Gutter Co. Fahrräder mit Aluminiumrahmen unter dem Markennamen Lu-Mi-Num vor. 1894 erschien ein Bambusfahrrad. 1895 kam die Nabenschaltung, 1898 die Doppelrollenkette (Gebr. Nevoigt, Chemnitz) und 1903 die Torpedo-Freilaufnabe mit Rücktrittbremse hinzu. 1908 entwickelte Fritz Eichert den heutigen Fahrraddynamo, der unter der Marke „Berko“ verkauft wurde. Das Sesselrad oder J-Rad von Paul Jaray (1921) gilt als Vorläufer des Liegerads.
Mit der Einführung der Kettenschaltung durch Campagnolo (1946) waren Zahnkranzpakete und damit verschiedene Übersetzungen für unterschiedliche Strecken möglich. Das Faltrad von Alex Moulton (1960) hatte bereits militärische Vorläufer. Nachdem das Bonanzarad (1963) in Mode gekommen war, wurde mit dem BMX-Rad (1972) das Fahrradfahren jenseits der Straße populär.
Mit der Einführung der elektrisch angetriebenen Fahrräder, der Pedelecs (1995), wurde die Durchschnittsgeschwindigkeit und der Aktionsradius des Fahrers gegenüber herkömmlichen Fahrrädern angehoben.

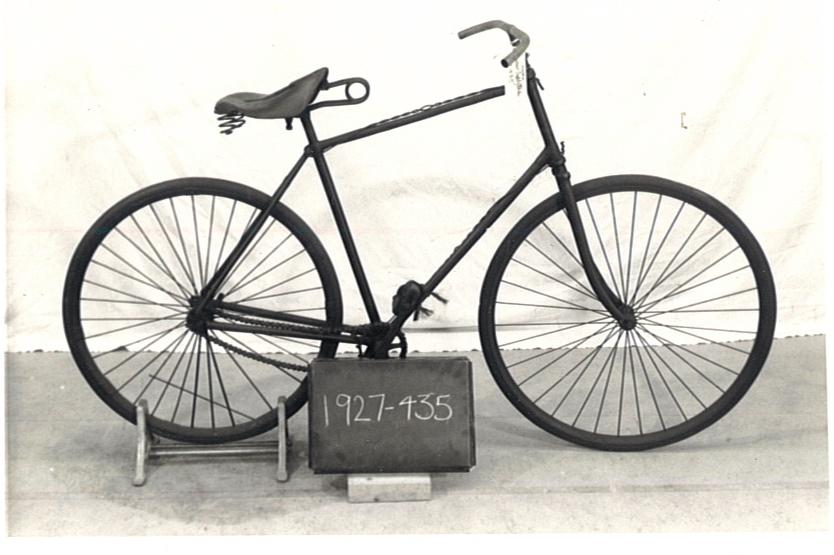
Humber-Fünfeckrahmen (1890)
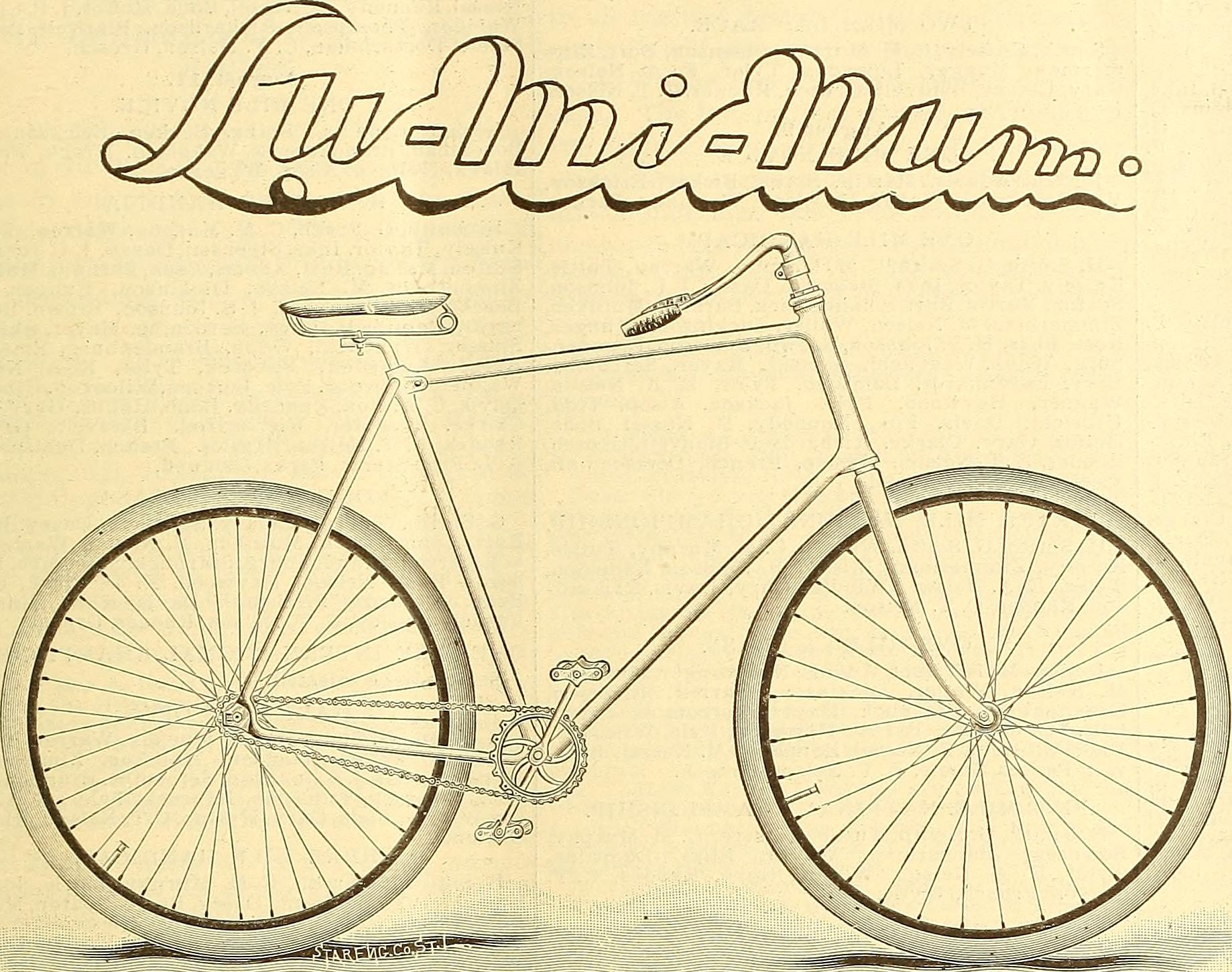
Lu-Mi-Num-Fahrrad mit Aluminiumrahmen (1893)
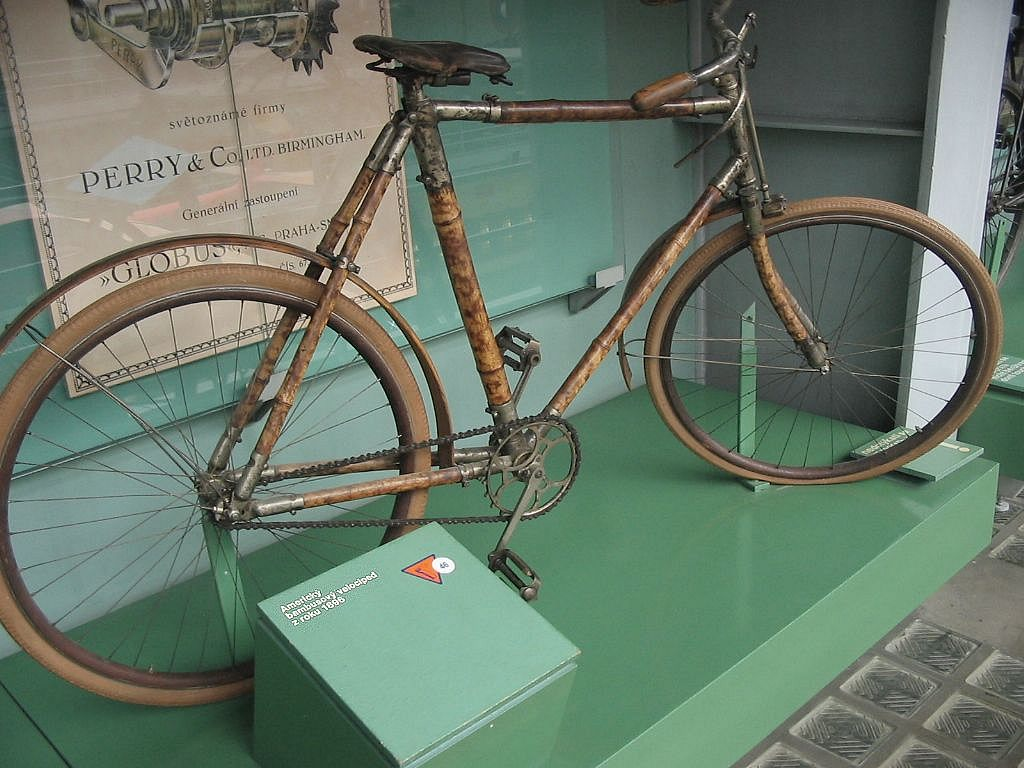
Bambusfahrrad (1896)

## Geschichtliche Entwicklung

### Bildtafeln
Bildtafeln von 1890:
| Beschreibung | Modell | Jahr |
| --- | ------ | ---- |
| Aufsteigen auf ein Hochrad: Linken Fuß auf die Fußraste stellen, rechts abstoßen, mit dem Rad zwischen den Beinen sich auf den Sattel ziehen, Füße auf die rotierenden Pedale setzen. |        | 1871 |
| Rennfahrer auf dem Hochrad |        | –    |

| Jahr  | Modell | Beschreibung |
| ----- | ------ | --- |
| 1884  |        | Das „Kangaroo“, ein in der Höhe auf 91 cm reduziertes Hochrad von Hillman in Coventry mit beidseitigem übersetzendem Kettenantrieb am Vorderrad |
| 1885? |        | Das „Jupiter“ von C. Bescherer in Zeitz auf dem Weg zum Niederrad.                                                                              |
| 1886  |        | Das „Juno“ Sicherheitsfahrrad von Metropolitan Machinists’ Co., London mit Kreuzrahmen.                                                         |
| 1888? |        | Niederrad mit einem Vorläufer des Diamantrahmens von Frankenburger & Ottenstein in Nürnberg (Sattelrohr fehlte anfänglich noch)                 |

### Entwicklung der Laufräder
| Markenname oder Hersteller | Baujahr | Vorderrad in Zoll | Hinterrad in Zoll | Art der Bereifung        | Zahl der Speichen (größeres Rad) | Bild |
| -------------------------- | ------- | ----------------- | ----------------- | ------------------------ | -------------------------------- | ---- |
| Draisine                   | 1817    | 24                | 24                | Eisenband auf Holzrad    | 8                                |      |
| Michauline                 | 1867    | 36                | 32                | Eisenband auf Holzrad    | 12–18                            |      |
| Ariel-Hochrad              | 1871    | 50                | 14                | Vollgummi auf Stahlfelge | 40                               |      |
| Star-Bicycle               | 1881    | 20                | 55                | Vollgummi auf Stahlfelge | 60                               |      |
| Kangaroo                   | 1884    | 36                | 14                | Vollgummi auf Stahlfelge | 40                               |      |
| Rover III                  | 1886    | 30                | 30                | Vollgummi auf Stahlfelge | 34                               |      |
| Rover Lady´s Safety        | 1889    | 28                | 26                | Vollgummi auf Stahlfelge | 34                               |      |
| Crypto                     | 1892    | 44                | 16                | Luftreifen               | 32                               |      |
| Humber Modell B            | 1895    | 30                | 28                | Luftreifen               | 34                               |      |

## Radgeschichtliche Organisationen
Organisationen, die sich mit der Erforschung der Geschichte des Fahrrads sowie mit der sachgerechten Erhaltung aller damit in Verbindung stehenden Artefakte beschäftigen, sind der britische Veteran-Cycle Club, der deutsche Verein Historische Fahrräder e. V., die US-amerikanischen Wheelmen sowie andere nationale und auch kleinere Clubs.
Seit 1990 tagt die International Cycling History Conference (ICHC) jedes Jahr in einem anderen Land. Ihre Tagungsberichte „Cycle History“ bieten die Möglichkeit, sich einen Überblick über den gegenwärtigen Erkenntnisstand zu verschaffen.
Periodisch erscheinende Publikationen stehen im Zusammenhang mit den Vereinen, außer dem in den USA erscheinenden „Bicycle Quarterly“.

## Das Fahrrad in sozialem und technischem Kontext

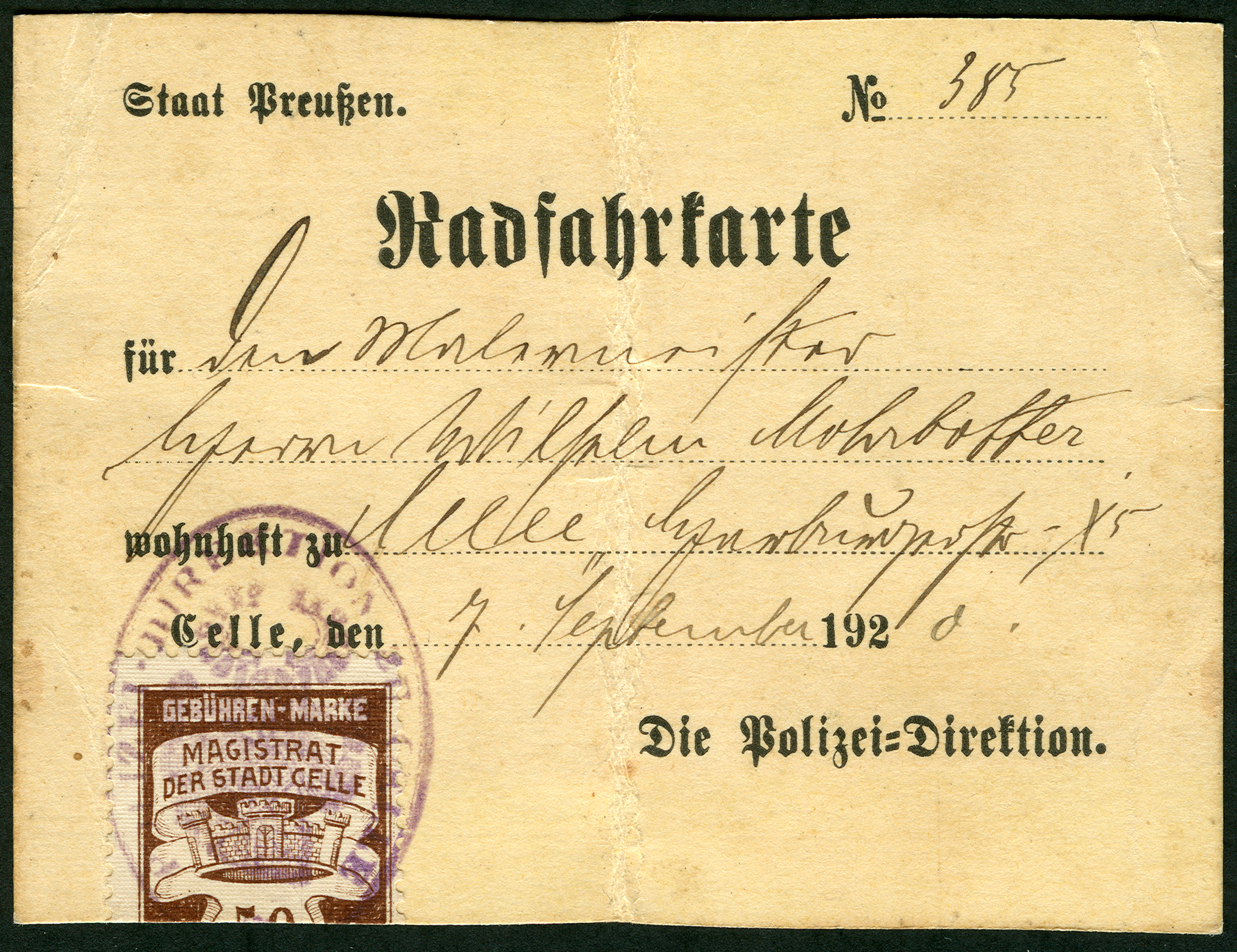
Radfahrkarte von 1920 mit halbierter „Gebühren-Marke“ des Magistrats der Stadt Celle, Staat Preußen, die Polizei-Direktion

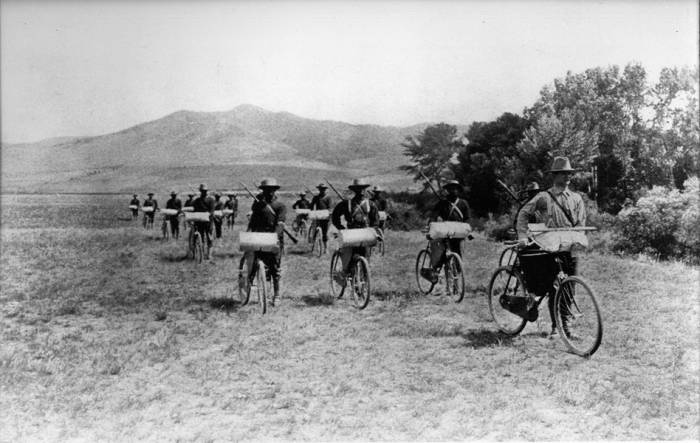
US-Fahrrad-Corps (1897)

Techniksoziologen zeigen am Beispiel der Geschichte des Fahrrads (so etwa an der Geschichte des luftgefüllten Reifens), wie sehr technische Entwicklungsprozesse von sozialen Erwartungen und Bedeutungszuschreibungen abhängig sind. Die Entwicklung des Hochrades wird in seiner Bauart als unsicheres Zweirad beurteilt, das nicht nur bestimmte Personen als Fahrer ausschloss („Macho Bicycle“), sondern diesen durch seine Sitzhöhe auf dasselbe Level wie einen Reiter emporhob.
Die Ausnutzung der Muskelkraft verbesserte sich entscheidend, als sich das Sicherheitsniederrad als für alle Personen benutzbares Fahrzeug etablierte. Die schon früh angewendete Technik, wie leichter Rohrrahmen, Luftreifen und Kugellager, führte zu einem hohen energetischen Wirkungsgrad.

„Kugellager, Freilaufnabe, Kettenantrieb, luftgefüllte Reifen […] sind Erfindungen, die Zeitgeschichte machten. Sie wurden zuerst am Fahrrad […] erprobt und entwickelt.“

Durch die technische Entwicklung boomte die Fahrradproduktion. Betrug die Jahresproduktion 1882 in Deutschland etwa 2500 Stück, wurden 1897 bereits 350.000 Exemplare hergestellt. In Nordamerika betrug die Produktion um die Jahrhundertwende über 1 Million Stück. Damit trug das Fahrrad noch vor dem Automobil wesentlich zu einem neuen Verhältnis zu Raum und Zeit für die Masse der Menschen bei und ermöglichte gerade für Frauen eine bis dahin nicht gekannte Freiheit. Susan  B. Anthony wird die Behauptung zugeschrieben, das Fahrrad habe mehr zur Emanzipation der Frauen beigetragen als alles andere in der Welt.
In der Schweiz erlebte das Velo in der ersten Hälfte des 20. Jahrhunderts eine boomartige Verbreitung und stieg zum beliebtesten Verkehrsmittel auf. Erst das nach dem Zweiten Weltkrieg immer beliebter werdende Auto löste das Velo als beliebtestes Verkehrsmittel ab. Seit 2018 ist die Förderung des Velos in der Bundesverfassung verankert.
1980 wurden 25 Millionen Fahrräder und heute etwa 78 Millionen Fahrräder in Deutschland registriert. Weltweit werden jährlich mehr als 100 Millionen Fahrräder hergestellt, der größte Produzent ist China.
| Typen                | Baujahre  | Gebaute Exemplare |
| -------------------- | --------- | ----------------- |
| Draisine             | 1817–1819 | ≈ ≤ 100           |
| Michauline           | 1863–1870 | ≈ 6125            |
| Hochrad              | 1870–1892 | ≈ 200.000         |
| Sicherheitsniederrad | 1885–     | ≈ ≥ 1.000.000.000 |

## Das Fahrrad im Militär
Bereits bei der Belagerung von Belfort (1870) wurden von der französischen Armee Fahrräder benutzt. Die Italiener begannen 1878 mit der militärischen Verwendung von Fahrrädern, Ungarn 1884, Deutschland 1886 und Belgien 1888. England hatte 1889 bereits 30 Bataillone mit Fahrradabteilungen. Sonderkonstruktionen wie falt- oder klappbare Militärfahrräder folgten. Im Ersten Weltkrieg gab es auf verschiedenen Seiten Radfahrtruppen. Im Indochinakrieg und im Vietnamkrieg wurden wesentliche Teile der militärischen Transportleistung durch den Vietcong mit dem Rad ausgeführt. Bis 2003 wurden Fahrräder in der Schweizer Armee eingesetzt. Die Armee von Sri Lanka soll heute noch eine Fahrradabteilung besitzen.